# Expedición de Phillip Parker King a América del Sur
La Expedición de Phillip Parker King a América del Sur fue una expedición de levantamiento hidrográfico realizada entre los años 1826 y 1830 por el HMS Adventure y el HMS Beagle en las costas de Uruguay, Argentina y Chile, concretamente del estuario del Río de la Plata, la costa atlántica de la Patagonia, el estrecho de Magallanes, la Tierra del Fuego y las islas hasta el cabo de Hornos así como los canales fueguinos, patagónicos y chilotes de la costa del Pacífico en Chile hasta la isla de Chiloé. El Almirantazgo designó como comandante del Adventure y jefe de la expedición al comandante Phillip Parker King, uno de sus más reconocidos hidrógrafos, y comandante del Beagle al comandante Pringle Stokes.
Parker King había escogido desde hacía tiempo Puerto del Hambre en el estrecho de Magallanes como su puerto base ya que casi todos los informes publicados del Estrecho lo recomendaban. Luego de examinarlo, a comienzos de enero de 1827, le pareció que tenía tantas ventajas que no dudó en hacerlo su cuartel general. La expedición se efectuó en cuatro etapas según las naves fueron a Río de Janeiro o a Chiloé para descansar, reaprovisionarse y repararse.
En diciembre de 1827 el Almirantazgo autorizó a King que comprara una embarcación para los trabajos de la expedición. En Montevideo adquirió una goleta a la que bautizó como Adelaide.
Bajo la acertada dirección del comandante Parker King, los tripulantes del Adventure, Beagle y Adelaide realizaron en cuatro años un trabajo sin parangón en la historia marítima de la América meridional, prácticamente levantaron las costas de la patagonia argentina desde el Río de la Plata al sur y todos los canales, pasos, bahías y senos que se extienden desde la isla de Chiloé pasando por el golfo de Penas hasta el cabo de Hornos. Es por ello que al leer cualquier carta náutica de esos lugares, la infinidad de topónimos ingleses que en ellas figuran nos cuentan de su estada en esos lugares. Si se comparan las cartas de la región austral de América que existían a comienzos del siglo XIX con la carta publicada en 1939 por el Almirantazgo británico se podrá apreciar el trabajo efectuado por esta expedición.

## Antecedentes
En 1825 el Almirantazgo británico ordenó que dos naves fuesen alistadas para efectuar un levantamiento hidrográfico de las costas australes de América del Sur. En mayo de 1826 el HMS Adventure y el HMS Beagle estuvieron listos en el puerto de Plymouth para ejecutar las órdenes del Almirantazgo.
El HMS Adventure era una nave espaciosa de 330 toneladas de arqueo, sin cañones, excepto uno de saludo, sólidamente aparejada y de construcción muy fuerte. El HMS Beagle era una nave pequeña bien construida de 235 toneladas de arqueo, aparejada como barca y con seis cañones. Phillip Parker King fue designado comandante e hidrógrafo del Adventure y era el oficial más antiguo de la expedición. Pringle Stokes fue designado comandante e hidrógrafo del Beagle.

## Instrucciones del Almirantazgo
Las instrucciones del Almirantazgo para el Oficial más Antiguo de la Expedición fueron: Efectuar un levantamiento hidrográfico exacto de las costas australes de la península de Sud América desde la entrada sur del Río de la Plata hasta Chiloé; y de la Tierra del Fuego. Para ello se le proporcionó toda la información que se poseía de los puertos a levantar y se embarcaron 9 cronómetros gubernamentales en el Adventure y 3 en el Beagle para la mejor determinación de las longitudes.
Se le ordenaba zarpar tan pronto como ambas naves estuvieran listas en todo sentido y se le ordenó recalar sucesivamente en Madeira, Tenerife, en el punto más al norte de la isla de Santo Antao y el fondeadero de la isla de Santiago, ambos en las islas del Cabo Verde, la isla Trinidad en el Atlántico sur y Río de Janeiro; con el propósito de determinar las diferencias de las longitudes de esos lugares.
En Río de Janeiro debía reaprovisionarse y hacer con el comandante en jefe de la estación los acuerdos para la obtención de nuevos abastecimientos en el curso de la comisión. Luego se dirigiría a la entrada del Río de la Plata para determinar las longitudes del cabo Santa María y de Montevideo y continuar el levantamiento de las costas, islas y estrechos desde el cabo San Antonio, en el lado sur del Río de la Plata hasta Chiloé en la costa oeste de América.
Aprovecharía toda ocasión para coleccionar y conservar muestras de objetos de Historia Natural que pudieran ser nuevas, poco comunes o interesantes; instruiría al comandante Stokes y a todos los oficiales de que realizaran sus mejores esfuerzos por aumentar las colecciones en cada nave.

## Etapas
Primera: Desde el 22 de mayo de 1826 al zarpar de Plymouth, Inglaterra, pasando por Río de Janeiro y Montevideo hasta llegar a puerto del Hambre y su regreso a Río de Janeiro donde fondeó el 24 de abril de 1827. Duración: 1 año.
Descanso, reparaciones y aprovisionamiento en Río de Janeiro desde el 24 de abril de 1827 hasta 16 de octubre de 1827 en que zarpan hacia el puerto del Hambre. Duración: 6 meses.
Segunda:  Desde el 16 de octubre de 1827 al zarpar de Río de Janeiro hasta establecerse en puerto del Hambre y regresar a Río de Janeiro donde fondean en octubre de 1828. Duración: 1 año.
Descanso, reparaciones y aprovisionamiento en Río de Janeiro desde octubre de 1828 hasta diciembre de 1828 en que zarpan rumbo al sur. Duración: 2 meses.
Tercera: Desde diciembre de 1828 al zarpar de Río de Janeiro hasta julio-agosto de 1829 en que las naves fondean en San Carlos de Ancud, Chiloé. Duración: 8 meses.
Descanso, reparaciones y aprovisionamiento en San Carlos de Ancud desde julio-agosto de 1829 hasta noviembre-diciembre de 1829 en que zarparon hacia Río de Janeiro. Duración: 4 meses.
Cuarta : Desde noviembre-diciembre de 1829 en que zarpan de San Carlos de Ancud hasta el 14 de octubre de 1830 en que fondean de regreso en Plymouth, Inglaterra. Duración: 11 meses.

## Primera Etapa
Las naves zarparon de Plymouth el 22 de mayo de 1826 recalando sucesivamente en Madeira, Tenerife y Santiago en su ruta hacia Río de Janeiro donde fondearon el 10 de agosto. Permanecieron en Río hasta el 2 de octubre fecha en que zarparon al Río de la Plata. Fondearon en Maldonado el 13 de octubre donde estuvieron hasta el 12 de noviembre trabajando en el lado norte del río entre el cabo de Santa María y Montevideo.
El 19 de noviembre de 1826 ambas naves zarparon de Montevideo dirigiéndose de inmediato al sur pues Parker King decidió iniciar lo antes posible el levantamiento de las costas del sur de la Patagonia y de la Tierra del Fuego dejando para una segunda oportunidad la entrada sur del Río de la Plata. El 28 del mismo mes fondearon al norte del puerto Santa Elena, en latitud 45° sur, donde encontraron el lugar de observación empleado por los astrónomos españoles de la expedición de Alejandro Malaspina en 1789 y los restos del naufragio del ballenero estadounidense Decatur.
Las naves zarparon el 5 de diciembre y continuaron su viaje al sur bordeando la costa. Entraron al Estrecho de Magallanes el 20 de diciembre de 1826 fondeando 6 millas al este del cabo Posesión. El 30 de diciembre cruzaron la Primera Angostura fondeando en bahía Gregorio, al día siguiente tuvieron contacto con un buque lobero americano al mando del Sr. Cutler de quien obtuvieron mucha información útil respecto a la navegación y fondeaderos en el Estrecho.

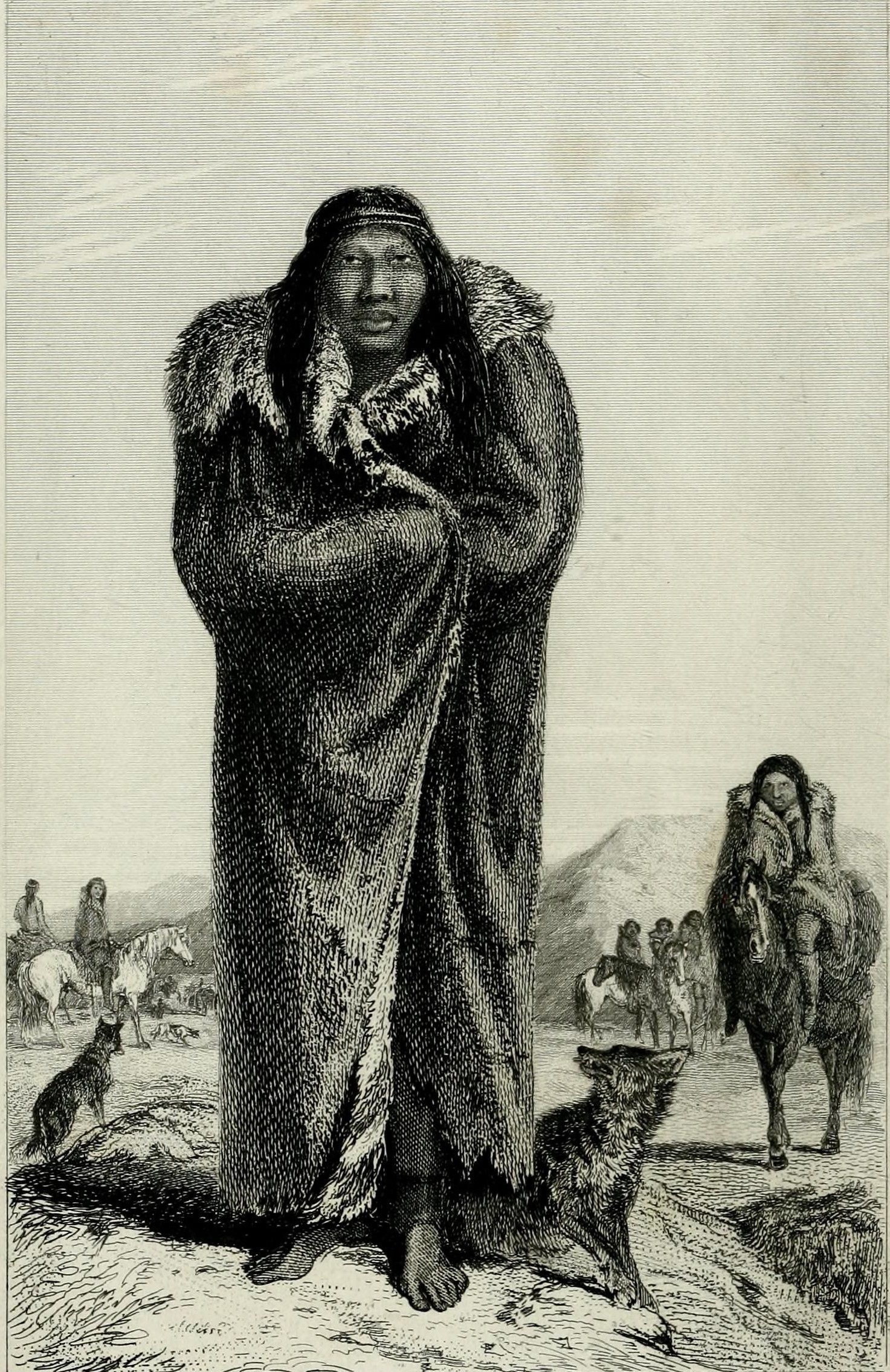
María, jefa de patagones de Bahía Gregorio, en enero de 1827.

El 1 de enero de 1827 el teniente Cooke fue a tierra y tomó contacto con un indígena que el día anterior en la playa se había mostrado montado a caballo, ahora estaba acompañado por ocho o diez nativos todos en buenos caballos. De apariencia robusta y altos, envueltos en mantas hechas principalmente de piel de guanaco que le cubrían todo el cuerpo, eran los patagones, tehuelches o aonikenk. Acá el comandante Parker King conoció a María, la jefa de esa tribu y a uno de sus cinco hijos. María se comunicó con King en español e inglés. Intercambiaron regalos y María ofreció entregarles carne de guanaco una vez pasaran la Segunda Angostura. King en Inglaterra se había provisto de medallas para regalarle a los indios con que se encontrara, tenían por un lado la figura de Britannia y en el reverso “Jorge IV”, “Adventure y Beagle” y “1826”. Tres nativos se embarcaron en el Adventure y navegaron con ellos hasta cabo Negro donde María les entregó la carne ofrecida. Aquí Parker King notó un gran cambio en el territorio, en lugar de la costa baja con playas abiertas y sin árboles que habían recorrido en el sector este del Estrecho, vio hacia el oeste colinas escarpadas cubiertas de árboles altos y maleza espesa, también eran visible a la distancia montañas cubiertas de nieve.
Las naves continuaron su navegación hasta un lugar llamado Agua Fresca, más al sur de la punta Arenosa donde posteriormente se emplazaría la ciudad de Punta Arenas. Aquí vieron por primera vez tres o cuatro chozas o wigwams hechas por los kawésqar y tuvieron el primer contacto con estos que llegaron en dos canoas desde el sur. Tuvieron una pobre impresión de ellos pues eran muy diferentes a los patagones en estatura, aspecto y vestimenta. Luego continuaron avanzando hacia el sur y pronto fondearon en Puerto del Hambre, eran los primeros días de enero de 1827.
Parker King había escogido desde hacía tiempo Puerto del Hambre como su puerto base ya que casi todos los informes publicados del Estrecho lo recomendaban. Luego de examinarlo le pareció que tenía tantas ventajas que no dudó en hacerlo su cuartel general. Levantó carpas en tierra y varó el bote con cubierta del Adventure, llamado el Hope, para que fuera revestido con cobre y equipado para que trabajara en el levantamiento. El campamento consistía en una carpa y una tienda de campaña grande. En la primera estaba el Sr. Harrison (oficial ayudante), quien tenía a su cargo al personal y los instrumentos meteorológicos, la tienda de campaña alojaba a la tripulación. Cerca de ellos estaban el observatorio, un aserradero y un lugar para cocinar. La carpintería, el banco de los toneles, la fragua del armero, cada uno tenía su lugar, así como el taller de cabullería para recorrer los aparejos y reparar las velas.
La partida de tierra, después de las horas de trabajo se entretenía caminando cerca del bosque con armas de fuego o bien mariscando. A bordo, los oficiales que no estaban en trabajos específicos hacían excursiones con sus armas; a algunos tripulantes también se les permitía bajar a tierra con sus armas. Todos los domingos, después de la santa misa, los marineros que deseaban podían bajar a tierra.
Cuando las naves estuvieron listas para zarpar hacia Río de Janeiro, los oficiales de ambas, veintisiete en total, cenaron juntos en la playa. El 7 de abril las naves zarparon fondeando en bahía Laredo y luego de pasar la Segunda Angostura recalaron en bahía Gregorio donde tomaron contacto nuevamente con los patagones liderados por María, quien junto con tres hombres fue invitada a subir a bordo del Adventure. Luego ambas naves continuaron su navegación hacia Montevideo donde recalaron el 24 de abril de 1827 y a continuación fondearon en Río de Janeiro, puerto desde el que solicitó la autorización del Almirantazgo para adquirir un tender para facilitar el levantamiento de los intrincados canales y costas del Estrecho y zonas adyacentes, ya que ni el Adventure ni el Beagle estaban adaptados para ello. Debido a lo anterior Parker King decidió retrasar el zarpe para iniciar la segunda etapa hasta recibir respuesta a su solicitud, autorización que llegó en diciembre de 1827.

### Trabajos del Adventure y el Hope

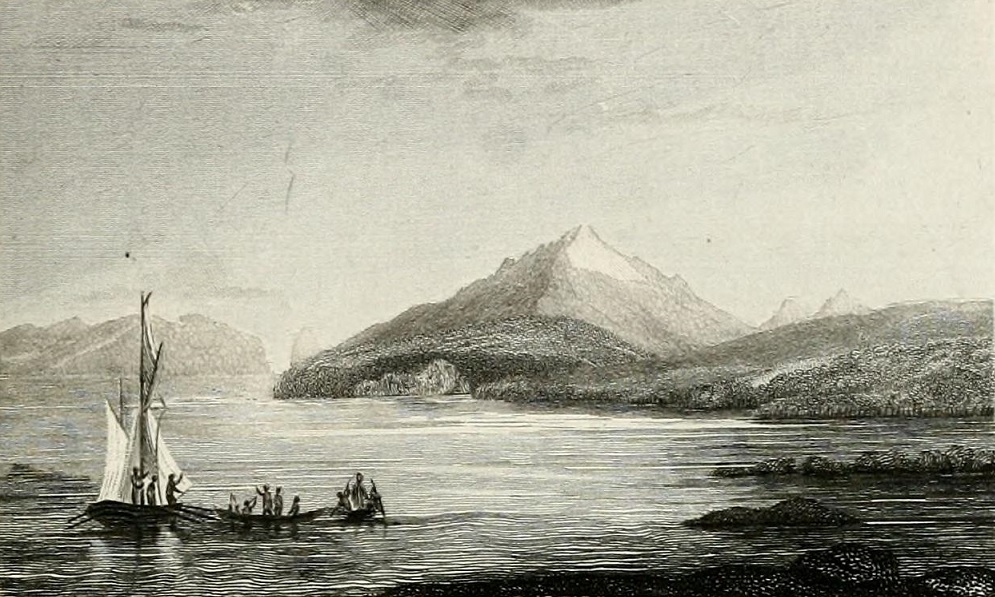
El Hope en 1827 en el Estrecho de Magallanes, Chile.

Una vez listo el Hope fue asignado al teniente John Clements Wickham para que levantara el canal San Sebastián y la profunda abertura que había al SE del cabo Valentín. Su dotación estaba compuesta por el teniente Thomas Graves como hidrógrafo, el comisario señor George Rowlett más siete hombres. Cruzó el Estrecho y fondeó cerca de cabo Valentín decidiendo postergar el levantamiento del canal San Sebastián y efectuar el reconocimiento de la costa que rodea la isla Dawson por su lado sur. Reconocieron bahía Willes, bahía Fox y el seno Edward Owen. Cerca del lado sur del seno Brenton se encontraron con kawésqars, navegaron el canal Gabriel llegaron al seno Magdalena y al Estrecho regresando a puerto del Hambre en la primera quincena de marzo. En el intertanto el comandante King trabajó en hacer el plano de Puerto del Hambre y en el levantamiento de la costa vecina. Fue a bahía del Águila donde encontró muchos wigwams desocupados, subió al monte Tarn y determinó su altura y pudo apreciar que hacia el sur del cabo Valentín, detrás de bahía Lomas, había un considerable cuerpo de agua. El teniente Graves informó que había un canal al SE de isla Dawson por lo que Parker King decidió dirigirse hacia allá en cuanto el Hope estuviese nuevamente listo para navegar.
King zarpó con el Hope el 16 de febrero, fondeó en bahía del Águila y el 19 navegó el canal Gabriel donde experimentaron los efectos extraordinarios de los vientos arremolinados que los loberos llaman williwaws. Los temporales del suroeste que soplan sobre la costa con extrema furia, son parados por las tierras altas, aumentando su potencia y entonces se precipitan violentamente por sobre los bordes de los precipicios destruyendo todo a su paso. Las naves fondeadas al amparo de tierras altas son repentinamente escoradas peligrosamente por estas ráfagas e inmediatamente recobran el equilibrio como si nada hubiese ocurrido.

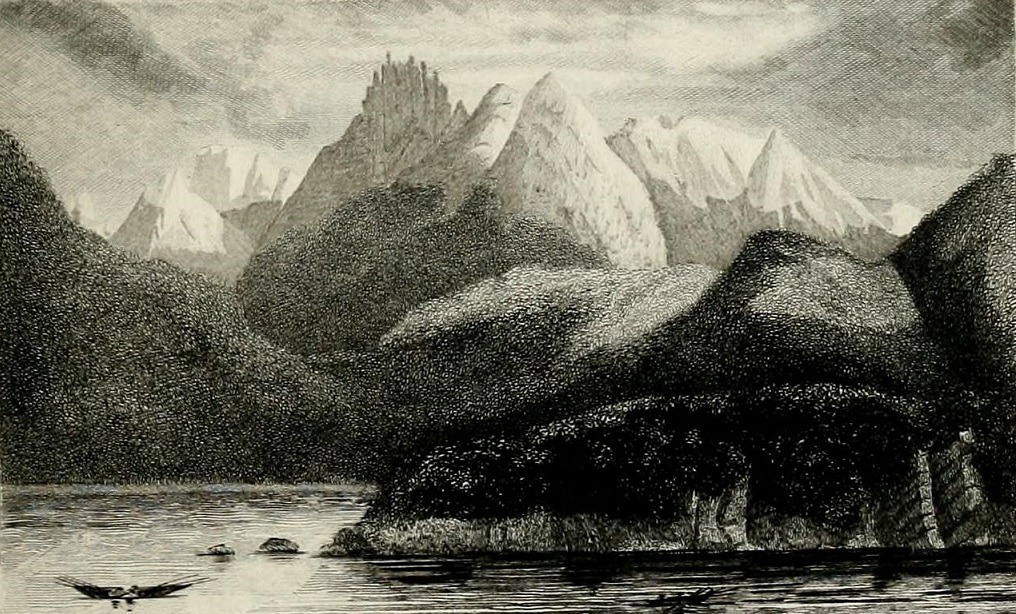
El Hope en 1827 descubre paisajes extraordinarios en el Seno Almirantazgo, Chile.

Entre el extremo este del canal y puerto Cascada había un campo helado de doce a catorce millas alimentado por magníficas cascadas. Había sobre ciento cincuenta cascadas cayendo en el canal desde una altura del mil quinientos a dos mil pies, King al respecto dijo: “No he encontrado nada que supere la pintoresca grandeza de esta parte del Estrecho”. Recorrieron bahía Filton, se encontraron con indios kawésqars con los que intercambiaron regalos, continuaron explorando puerto Cooke y bahía Brookes. Bautizaron los montes Hope y Seymour. Llegaron al fondo del seno Almirantazgo constatando que no había paso hacia bahía Nassau. Regresaron por el canal Gabriel fondeando en un puerto protegido en la entrada del canal Magdalena, en su lado oeste, puerto Hope, aquí encontraron a otros kawésqars que poseían pirita de hierro para hacer fuego. Se dirigió hacia el sur por el canal Magdalena hacia una masa de tierra, monte Boquerón, navegaron unas quince millas llegando hasta las isla Laberinto y en el cabo Turn decidió regresar a puerto Hope, pasaron frente a puerto San Antonio y al amanecer del día siguiente llegaron a puerto del Hambre.
Mientras el comandante King recorría el seno Almirantazgo el teniente Graves levantó bahía Lomas y el teniente Ainsworth atravesó el Estrecho con el serení y el cúter para levantar puerto San Antonio. Al regreso, debido al mal tiempo, el serení se volcó y se ahogaron el teniente Ainsworth y dos marineros. Se colocó una lápida en punta Santa Ana como testimonio de este fatal accidente.
King cuando supo que el Beagle regresaba a puerto envió al teniente Graves en el Hope a levantar algunas aberturas entre el canal Magdalena y los Dos Hermanos de Bougainville. Graves regresó de su crucero el 17 después de sufrir mucho por el tiempo tormentoso e incesante lluvia, pero habiendo hecho el levantamiento de las ensenadas en las tierras al oeste del canal Magdalena hasta tan lejos como el Pan de Azúcar, en el extremo oeste del seno Lyell, donde encontró entradas con mucho fondo que no proporcionan fondeaderos que sirvan a la navegación.
Habiendo llegado el tiempo de regresar a Montevideo, el comandante King ordenó preparar las naves para zarpar y él entretanto fue hacia el norte en el Hope, para levantar la costa entre puerto del Hambre e isla Isabel, incluyendo bahía Shoal. Antes de dejar Puerto del Hambre, dejó uno de los botes del buque escondido entre los árboles del puerto esperando recuperarlo a su regreso.

### Trabajos del Beagle

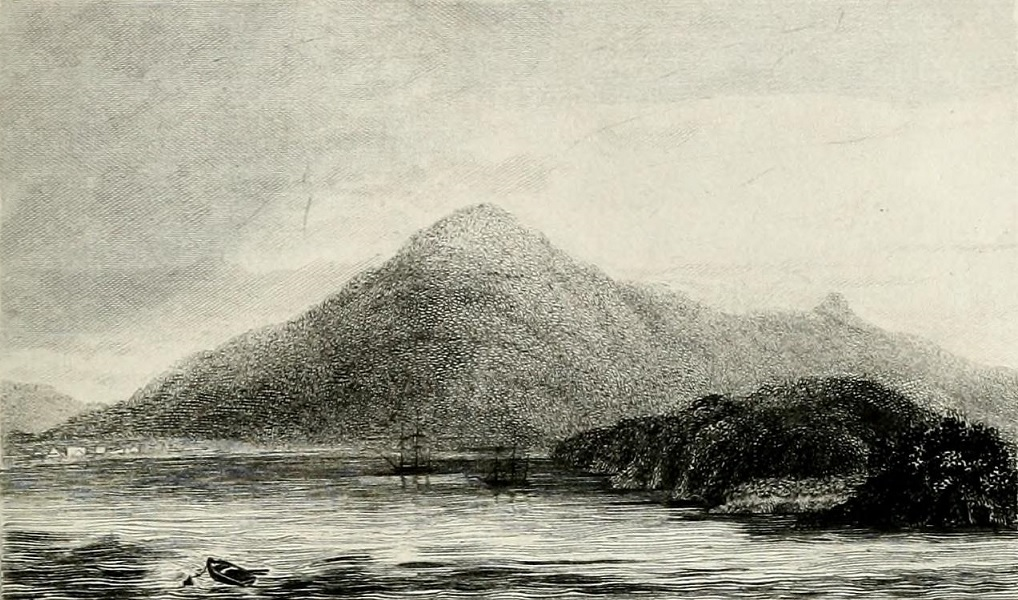
Puerto de Hambre, vista norte en el Estrecho de Magallanes.

Llegado a Puerto del Hambre, el comandante Stokes recibió la orden de alistarse para examinar la parte occidental del Estrecho. Al Beagle se le efectuaron reparaciones parciales y fue abastecido de combustible y agua. Zarpó el 15 de enero de 1827 con orden de regresar a Puerto del Hambre a fines de marzo. Demoró un mes en llegar a puerto Misericordia, 15 de febrero de 1827, en el que permaneció 5 días y tuvo contacto con kawésqars. Como antecedente diremos que otros navegantes encontraron las mismas dificultades en efectuar esta travesía entre puerto del Hambre y la entrada occidental del Estrecho. John Byron, en 1764, demoró cuarenta y dos días; Samuel Wallis, en 1766, ochenta y dos, Philip Carteret, el mismo año, ochenta y cuatro; y Louis Antoine de Bougainville, en 1768, cuarenta días.
Stokes pasó por bahía San Julián, examinó el puerto que está detrás de isla Nassau, fondeó en cabo Froward, siguió a cabo Holland, fondeó en puerto Gallant donde el Sr. Bowen subió el monte De la Cruz en cuya cima encontró algunos restos de una botella de vidrio, y un rollo de papeles, los cuales demostraron ser los memoriales que establecían que habían sido dejados por el navegante español Antonio de Córdova, y una copia de un documento que anteriormente había sido depositado ahí por el navegante francés M. de Bougainville. Con estos legajos se encontró una moneda española de dos reales de Carlos III, que había sido doblada para permitir que fuese puesta dentro de la botella. Continuó a puerto Swallow, luego a caleta Marian y al cabo Tamar donde navegando de noche chocó contra una saliente rocosa, pero continuó navegando. El choque arrancó las trincas y la falsa quilla del Beagle. Dejó el buque en el fondeadero de cabo Tamar a cargo del teniente Skyring y él partió en el cúter a levantar la costa sur, llegando hasta puerto Misericordia, en el intertanto Skyring levantó la bahía Tamar y alrededores. Una vez que hubo regresado Stokes continuaron hacia el oeste tocando bahía Sholl de la cual hizo un plano y determinó su posición y finalmente el 15 de febrero fondeó el Beagle en puerto Misericordia.
El 20 de febrero zarpó hacia las islas Scilly. Stokes subió al monte Observatorio para determinar la línea de base de su triangulación, señalando que este grupo de islas debería ser evitado por los navegantes. Pretendió continuar hacia el cabo Victoria pero el mal tiempo le obligó a refugiarse en puerto Misericordia. Luego llegó al sector de los islotes Evangelistas donde dejó al teniente Skyring a cargo del buque efectuando el sondaje del área y él, en un bote, fue hasta el cabo Victoria extremo noroccidental del Estrecho. Desembarcó, determinó su posición y regresó a su buque.
Se dirigió nuevamente a Puerto Misericordia y en el viaje desembarcó en cabo Pilar y determinó su posición. Continuó a bahía Tuesday, cabo Parker y cabo Upright donde permaneció en levantamientos hasta el 3 de marzo en que se dirigió a Playa Parda y en su viaje vio un bote a la vela dirigiéndose hacia ellos desde la costa sur y después de fondear en Playa Parda un bote ballenero se les atracó al costado con el segundo oficial y cinco hombres pertenecientes al velero lobero Prince of Saxe Cobourg quienes le informaron que su nave había naufragado en la isla Furia. Al día siguiente continuó hasta puerto Gallant donde dejó el buque y él con dos embarcaciones de diez bogas recorrió el canal Bárbara y alcanzó bahía Furia en dos días, embarcó al capitán y a la tripulación del velero naufragado con todos sus bienes personales y la mayor parte de las pieles de lobo que habían curtido. Al cuarto día llegó de nuevo a puerto Gallant, zarpó de inmediato con el Beagle y dos días después fondeó en puerto del Hambre.

## Segunda Etapa

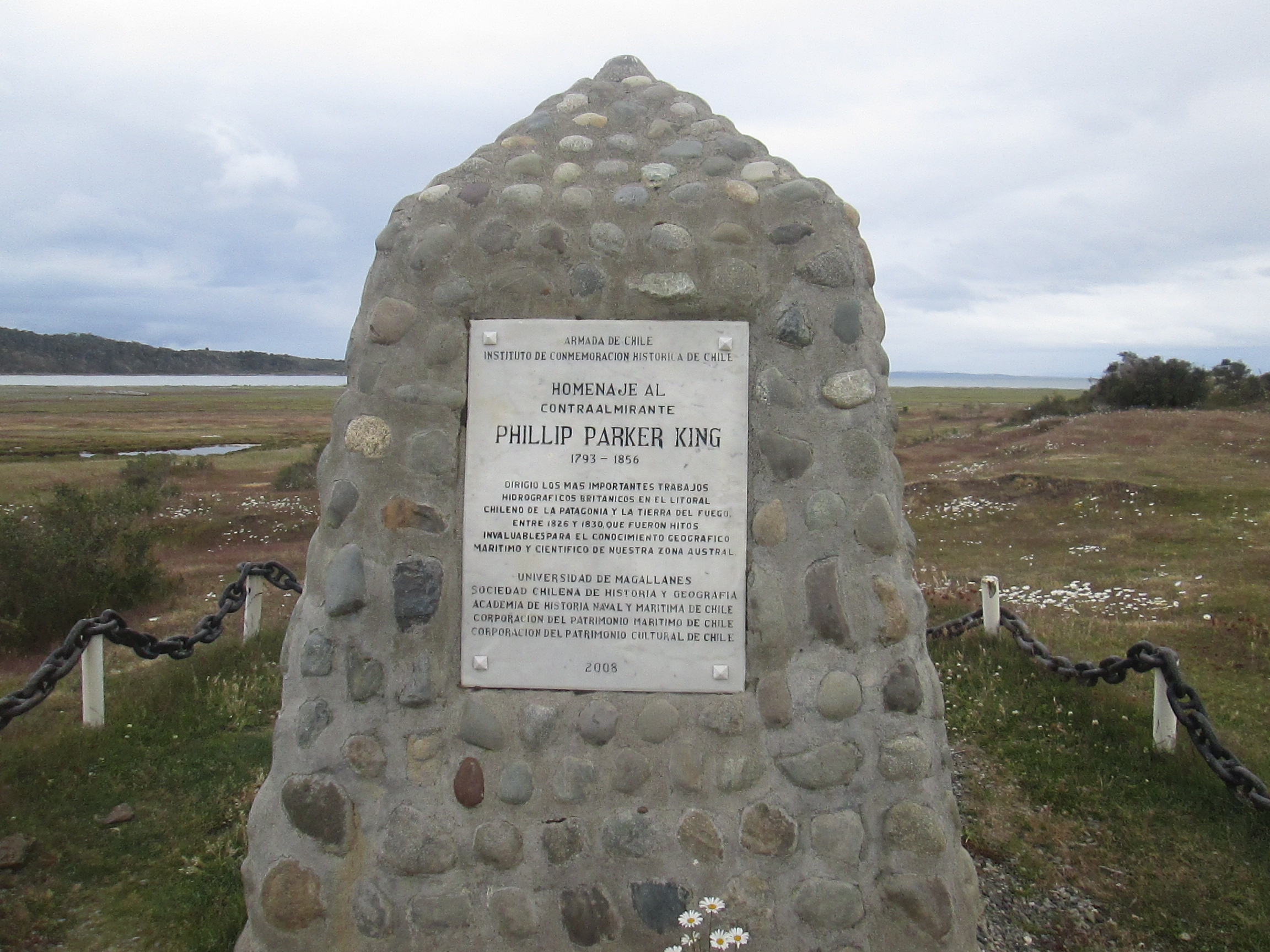
Monolito en homenaje a Phillip Parker King y su expedición por Sudamérica. Ubicado en el sector de Fuerte Bulnes, Chile.

Las naves se reabastecieron y estuvieron listas para reanudar la expedición a principios de septiembre de 1827, pero como no habían recibido respuesta respecto a la compra del tender, King decidió esperar en Río hasta octubre y al no recibirla zarpó con el Adventure el 16 de octubre a Montevideo, dejando al Beagle en espera de la respuesta.
Se dirigió a Santos, visitó San Pablo y luego Santa Catarina, lugares en los que efectuó observaciones cronométricas y magnéticas y finalmente arribó a Montevideo donde había llegado la autorización del Almirantazgo para comprar una embarcación auxiliar. En Montevideo adquirió una goleta a la que denominó Adelaide y nombró al teniente Graves como su comandante. Hicieron víveres y aguada y las tres naves zarparon el 23 de diciembre de 1827 hacia el sur. El 4 de enero de 1828 le ordenó al comandante Stokes dirigirse a puerto Deseado para efectuar observaciones cronométricas y luego seguirlo al cabo Buen Tiempo o al cabo Vírgenes.

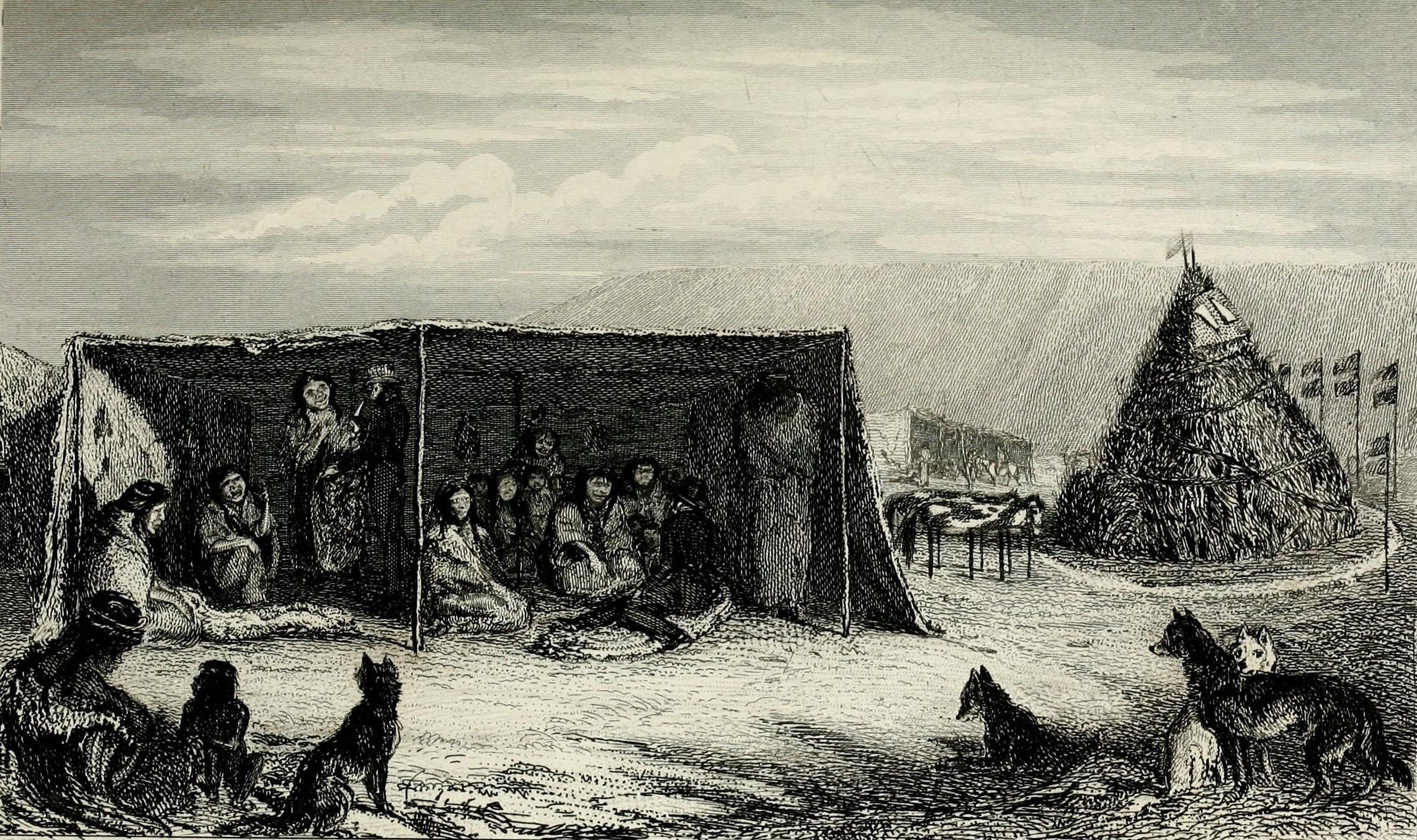
María, jefa de los patagones en el tolderío de Bahía Gregorio, reunida con los miembros de la expedición.

El Adventure y el Adelaide pasaron el cabo Vírgenes el día 10 y en la tarde fondearon en el estrecho de Magallanes cerca de la costa norte. En bahía Posesión estuvieron detenidos varios días intentando cruzar la Primera Angostura. El 17 fondearon en bahía Gregorio donde nuevamente hicieron contacto con los indios patagones liderados por María, se abastecieron de carne de guanaco. Luego, ambas naves fondearon en puerto del Hambre, que presentaba señales de haber sufrido recientemente un incendio ya que tanto la embarcación dejada oculta, como los árboles y los cobertizos del tonelero y del armero habían sido completamente consumidos por el fuego. El Adventure fue desarbolado y trincado para el invierno, se levantaron las carpas en tierra y toda la tripulación fue puesta a trabajar en el alistamiento del Adelaide y del Hope para el servicio.
El 14 de febrero recibieron la visita de la goleta Uxbridge, del señor Low, que había estado cazando lobos en los alrededores de isla Noir y se dirigía a cabo Gregorio para reunirse con otra goleta que venía de las Shetland del Sur. Había entrado al Estrecho desde el Pacífico por el canal Magdalena, el cual el año anterior Parker King había pensado que era un seno cuando lo exploró con el Hope, pero había sido engañado por el abrupto cambio de dirección del canal en el cabo Turn.
El 28 de febrero recaló en puerto del Hambre el Beagle. El comandante Stokes informó la muerte del teniente Robert H. Sholl luego de una enfermedad de diez días. Había sido enterrado en el puerto San Julián donde se colocó una lápida en su memoria.
El 2 de marzo recalaron en puerto del Hambre el Adeona y el Uxbridge, en su viaje a puerto San Antonio, a hervir el aceite de foca. Parker King les recomendó puerto Bougainville como más conveniente.
En marzo de 1828 el Adelaide estuvo listo para su primera comisión. Parker King zarpó el 13 del mismo mes con la intención de inspeccionar el canal San Sebastián y le encomendó al comandante Stokes levantar la costa oeste, entre el estrecho de Magallanes y la latitud 47° sur debiendo estar de regreso en puerto del Hambre a más tardar el 24 de julio, fecha en que King esperaba mover el Adventure a otra parte del Estrecho, el Beagle zarpó el 17 de marzo a cumplir dicha comisión. Mientras el Adelaide y el Beagle estuvieron ausentes los indígenas visitaron puerto del Hambre, pero el teniente Wickham no les permitió quedarse allí por lo que tuvieron que cruzar el Estrecho a bahía Lomas. El Adelaide regresó de esta comisión el 18 de abril.
En el mes de junio experimentaron en Puerto del Hambre muy mal tiempo, sufrieron la inundación de la tierra donde se encontraban las carpas y comenzó a afectarlos el escorbuto, además tuvieron que lamentar la muerte de tres marineros y también la del señor Low, del Adeona, todo lo cual creó un estado de abatimiento entre los tripulantes. Parker King había planificado ir con las naves a Chiloé para descanso y aprovisionamiento en cuanto llegara el Beagle. Para levantar el ánimo ordenó colocar en su lugar los masteleros del Adventure y alistarlo para un próximo zarpe y envió al Adelaide, que había regresado de puerto Bougainville el 18 de junio, hacia el norte a buscar carne de guanaco de los patagones y para que levantara la parte del Estrecho entre cabo Negro y la Segunda Angostura. El Adelaide cumplió esta comisión entre el 16 y el 30 de julio fecha en que regresó con un gran cargamento de carne de guanaco.
El 16 de julio recibieron la visita de una goleta lobera americana que iba rumbo a la Isla de los Estados. Había entrado al Estrecho por los canales Cutler y Smyth y en 48 horas había llegado a puerto del Hambre. Le prestaron ayuda con la fragua y zarpó.
El 27 de julio regresó el Beagle. En esa fecha la lista de enfermos en el puerto base ya llegaba a catorce. El comandante Stokes estaba confinado en su camarote por enfermedad por lo que no pudo presentarse ante King, por lo tanto este fue al Beagle encontrando a Stokes muy enfermo y con la moral muy baja. El Beagle había llegado hasta el cabo Tres Montes en latitud 47° sur, había levantado el golfo de Penas y otros lugares de la costa oeste, particularmente puerto Henry en el cabo Tres Puntas, la entrada del golfo Trinidad, puerto Santa Bárbara en el extremo norte de isla Campana. El 1 de agosto el comandante Stokes se disparó un tiro en su camarote muriendo en la mañana del 12. Fue enterrado con los honores correspondientes a su rango en el cementerio de Puerto del Hambre. King designó al teniente Skyring como comandante del Beagle y cambió su plan de dirigirse a Chiloé decidiendo ir a Río de Janeiro.
En la primera semana de agosto el Adelaide fue enviado nuevamente al norte a conseguir más carne de guanaco de los patagones. El suministro de carne frenó el escorbuto en el Adventure y la lista de enfermos llegaba a veinte. El Beagle, durante el último crucero había llegado a tener sobre cuarenta casos de enfermos principalmente del pulmón, varios aún no se habían recuperado. Una noche en el Atlántico un hombre del Beagle cayó por sobre la borda y se ahogó.
Al recalar al Río de la Plata, octubre de 1828, Brasil y Argentina estaban en guerra y naves brasileñas bloqueaban la boca del río. Aquí el Adventure tuvo un incidente con el Marañón, nave del comodoro brasileño que lo obligó a fondear, el incidente no pasó a mayores. Poco después de su arribo los beligerantes firmaron la paz en que Argentina obtuvo todo lo que pretendía y Brasil renunció a lo que había demandado.
Aquí Parker King hizo los arreglos con el comandante Henry Foster del HMS Chanticleer, que se encontraba en su comisión de los péndulos, para llevarle provisiones ya fuese a la isla de los Estados o al cabo de Hornos y así evitarle que tuviera que regresar a Montevideo, lo que le permitiría seguir desde el cabo de Hornos al cabo de Buena Esperanza sin perder tiempo.
El 13 de octubre King zarpó a Río de Janeiro para obtener los pertrechos que le habían enviado desde Inglaterra y calafatear y reparar el Adventure. Dejó al Beagle en Montevideo preparándose para su próxima comisión.
En Río de Janeiro el comandante en jefe Robert Otway a bordo del HMS Ganges determinó que era necesario que el Beagle fuese carenado y recorrido en Río de Janeiro y cuando este llegó a puerto nombró como comandante en propiedad de la nave al teniente Robert Fitz Roy quien se desempeñaba como su ayudante de órdenes.

### Trabajos del Beagle
El 4 de enero de 1828 se dirigió a puerto Deseado donde efectuó los observaciones cronométricas y luego efectuó el levantamiento de toda la costa entre este puerto y el cabo Vírgenes.
Estableció la posición de la roca Bellaco o bajo San Esteban cuya existencia había estado tanto tiempo en duda. Visitó y levantó parcialmente los puertos San Julián y Santa Cruz además de bahía Coy.
Efectuó el levantamiento casi completo de Río Gallegos, que resultó ser un río grande y rápido, en cuya entrada se forma un amplio y espacioso puerto. Dejó Gallegos el 23 de enero, permaneció un día en bahía Gregorio donde se comunicó con los indios patagones, en la Primera Angostura avistó un bergantín y al dirigirse a él tocó fondo sin mayores consecuencias, el bergantín era el Adeona la otra nave del Sr. Low. Fondeó en puerto del Hambre el 28 del mismo mes.
Parker King le encomendó levantar la costa oeste, entre el estrecho de Magallanes y la latitud 47° sur debiendo estar de regreso en puerto del Hambre el 24 de julio, fecha en que King esperaba mover el Adventure a otra parte del Estrecho.
Stokes zarpó de puerto del Hambre el 18 de marzo de 1828, fondeando al día siguiente en puerto Gallant, luego continuó a bahía Borja donde midió la altura de los principales cerros. Pasó el cabo Quod el 26 recalando en bahía Stuart y al día siguiente continuó avanzando hacia el oeste pues su objetivo era avanzar en esa dirección antes de que el año estuviera avanzado. Pasó cerca del cabo Notch y de Playa Parda fondeando en caleta Mariam el 27. Al día siguiente fondeó en caleta Half Port. Cruzó el seno Xaultegua, comprobando que las cartas de ese sector eran muy defectuosas y en la noche fondeó en bahía Upright. Al mediodía del 30 de marzo estuvo a la cuadra del cabo Tamar y en la noche estuvo a la altura de cabo Cortado, pero como el tiempo era favorable decidió continuar rumbo a los Evangelistas de los que pasó a una milla.
La costa entre los cabos Isabel y Santa Lucía es peligrosa por lo que no debe aproximarse más de cerca de diez millas. El aspecto general de la costa en esta región es árida, accidentada, rocosa y montañosa. Debido al viento sur favorable decidió continuar hacia el norte en lugar de detenerse a explorar la profunda ensenada que está entre los cabos Isabel y Santa Lucía, el estrecho Nelson. El 1 de abril estuvieron a la altura de la isla Madre de Dios habiendo pasado el canal Oeste y se detuvo a examinar el golfo Trinidad.
Permanecieron desde el 2 al 5 de abril levantando puerto Henry y lugares adyacentes. Zarpó hacia el oeste y el 6,7 y 8 soportó un temporal del norte que lo obligó a navegar con la vela mayor y la vela trinqueta aferradas, luego roló al NW y finalmente al SW con mar montañosa confusa, perdió un pequeño bote arrasado por el mar y se quebró un barómetro marino. Al mediodía estaban a la altura del golfo Ladrillero. El 9 de abril el viento amainó y roló al SE. El Beagle viró para acercarse a tierra y al mediodía estaba en latitud observada 48°51' sur, a la altura de la isla Esmeralda, pero nuevamente fue detenido por un temporal del noroeste por lo que el 11 de abril cuando amainó, la nave se encontraba prácticamente donde mismo. El 12 un nuevo temporal los abatió. El efecto de este mal clima se manifestó en su lista de enfermos, en la que había muchos con catarro, pulmonía y dolores reumáticos. Al mediodía del 13 el temporal cedió y se acercaron a tierra tomando demarcaciones para el levantamiento ya que estaban llegando al extremo NW de la isla Campana.
Decidió inspeccionar el puerto Santa Bárbara donde fondeó, cerca de este lugar encontró medio enterrado en la arena el bao de una nave de gran tamaño, que intuyó era del HMS Wager que había naufragado en el sector en el año 1741, el carpintero certificó que era de roble inglés. También encontraron en el lugar dos wigwams y los restos de un tercero, que evidentemente habían estado abandonados mucho tiempo por el tamaño del pasto que había crecido alrededor y dentro de ellos. Permanecieron en el lugar nueve días con un pésimo tiempo. En la mañana del 24 de abril zarparon y luego de recorrer las islas del archipiélago Guayaneco se dirigió al cabo Tres Montes en el extremo noroeste del golfo. El 25 estuvieron a tres millas de la costa y observaron que se encontraban en latitud 46°,5 en vista que habían sobrepasado el paralelo 47, el límite asignado para su levantamiento, se dirigió al sur con el propósito de examinar el lado norte del golfo de Penas.
A fines del mes de abril fondearon en el excelente puerto Otway, así designado por Stokes como un homenaje al comandante en jefe de la estación Sud Americana, contralmirante Robert Waller Otway. Entre el 30 de abril y el 9 de mayo hubo una sucesión de tormentas que permitieron dar descanso a la tripulación. El 10, al mejorar el tiempo, el Beagle fue movido a un fondeadero en la entrada del seno Hoppner y al día siguiente Stokes y el teniente Skyring en un bote fueron a examinar la abertura, cuando llegaron a su término, pensaron que era la parte interior de un istmo no muy ancho por lo que amarraron la embarcación y ambos acompañados por cinco tripulantes se abrieron camino en medio de un enmarañado bosque. Luego de dos horas tuvieron la vista del gran Mar del Sur; a un promontorio montañoso le llamó cabo Raper. Al día siguiente el Beagle regresó a puerto Otway. En este puerto obtuvo las observaciones necesarias para determinar su latitud y longitud y la marcha de los cronómetros.
El 19 de mayo zarparon de Otway recorriendo la costa en dirección general ESE fondeando en la noche en caleta Mala la que dejaron al día siguiente pasando por el lado norte de isla Purcell. A la cuadra de isla Javier se dirigieron al seno San Quintín en el que entraron el 21 fondeando a una milla de la costa norte. Durante todo este tiempo experimentaron un excesivo mal tiempo, desde la tarde del 21 hasta la medianoche del 22 llovió a torrentes sin parar un solo minuto. El viento era fuerte y turbulento delW, WNW y NW. El 23 mejoró por lo que continuaron examinando el seno.
El 23 se dirigieron a seno Kelly en el lado noreste del golfo de Penas, con lluvia y viento incesante. Terminado el levantamiento del puerto, navegaron el canal Cheap entre la isla Javier y el continente, fondeando al anochecer en caleta Javier. El 26 estando en caleta Javier falleció de una inflamación de los intestinos el sargento Lindsey de la Infantería de Marina; al día siguiente fue enterrado en punta Lindsey donde se levantó una cruz de madera en la que había una inscripción en su memoria. Luego llegaron a bahía Ignacio en el extremo sur de isla Javier.
El fuerte viento del NNE le impidió examinar el lado oeste de isla Javier por lo que se dirigió a una entrada que resultó ser la Boca de Canales fondeando en las cercanías del grupo de islas Hazard. En este lugar estuvieron detenidos hasta el 10 de junio por el peor tiempo nunca experimentado según palabras de Stokes. En tierra vieron restos de algunos wigwams que parecían haber estado abandonados por largo tiempo. Desde su salida de Inglaterra esta le pareció a su comandante lejos la más peligrosa en la que habían estado expuestos. El 10 se hicieron a la mar con viento moderado que aumentó rápidamente, por lo que al estar libre del canal fueron afectados por una fuerte mar de fondo que no les permitió izar la yola que traían a remolque luego que había ayudado a izar las tres anclas con que habían estado fondeados. Esta fue una gran pérdida. Hermosa embarcación a remos y vela, espaciosa y muy útil para los trabajos del levantamiento.
Tuvieron que afrontar un nuevo temporal que les impidió salir del golfo y considerando Stokes el mal estado de sus dos botes y el cúter decidió dirigirse a puerto Otway para repararlos. El 15 de junio de acuerdo al informe del médico sobre los enfermos, suspendió en forma temporal las operaciones del levantamiento, ordenó trincar las vergas y masteleros y cubrió la nave con las velas, para prevenir que la gente fuera expuesta a la frecuente lluvia, limitó el empleo de los botes a una vez al día para mariscar y evitó cualquier cosa que pudiera interferir en la recuperación de la salud de la dotación. El Beagle permaneció en esta condición hasta el 29 de junio fecha en que el médico informó que la tripulación estaba lo suficientemente sana para continuar con sus trabajos.
Dejaron puerto Otway gobernando hacia el sur con buen tiempo y viento del este lo que le permitió al teniente Skyring agregar mucho al levantamiento de la costa del archipiélago Madre de Dios. Durante este período el comandante Stokes empezó a dar síntomas de una enfermedad. La falta de provisiones les obligó a apresurarse hacia puerto del Hambre donde fondearon el 27 de julio cuando ya se habían acabado todos los víveres.
El 1 de agosto el comandante Stokes se disparó un tiro y falleció el 12 del mismo mes, siendo sepultado en el cementerio de puerto del Hambre con los honores correspondientes. El teniente Skyring tomó el mando del buque. Zarparon en conjunto con el Adventure el 16 de agosto fondeando en bahía Agua Fresca donde estuvieron detenidos por el viento norte hasta 21. Al día siguiente continuaron la navegación y el comandante King les ordenó dirigirse a puerto Pecket para hacer volver al Adelaide que estaba obteniendo carne de guanaco para las tres naves. Dejaron el Estrecho con excelente tiempo, durante la navegación hacia Montevideo un hombre cayó por sobre la borda al mar ahogándose.

### Trabajos delAdelaide

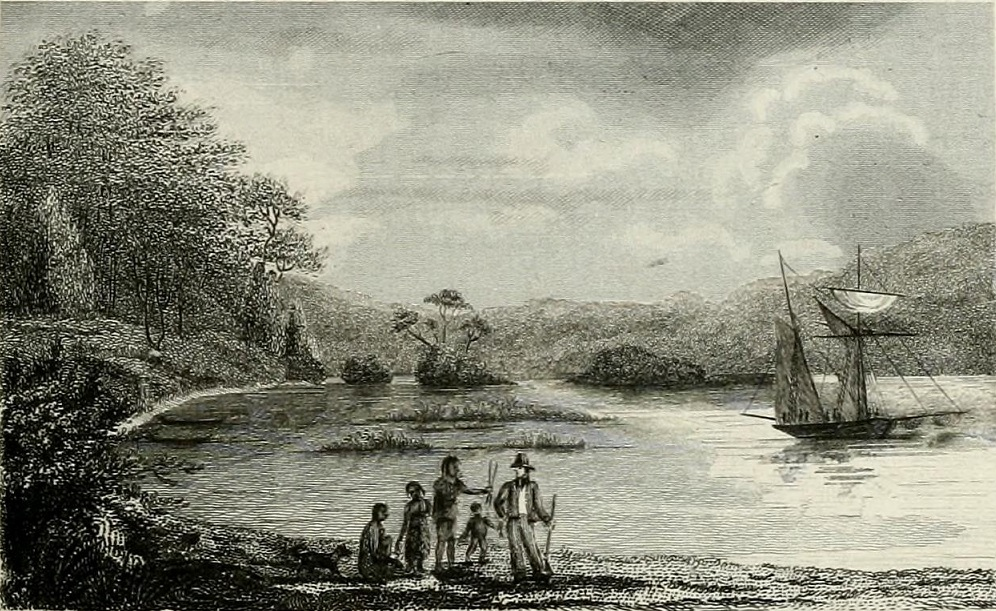
El Adelaide en 1828 en la ensenada Hummingbird, Chile.

Su primer servicio fue examinar el canal San Sebastián, que según las cartas antiguas parecía penetrar en la isla grande de Tierra del Fuego. Para lo cual Parker King zarpó el 13 de marzo de 1828 hacia el cabo Boquerón y luego navegó hacia el NE en cuya dirección estaba la abertura. Luego de inspeccionar la entrada quedaron convencidos de que no existía tal canal, determinó el tamaño de la bahía a la que llamó bahía Inútil. El 24 de marzo regresó a puerto del Hambre y al día siguiente nuevamente zarpó a reconocer otros lugares de la parte occidental del Estrecho. El mal tiempo lo forzó a fondear en puerto San Antonio, chico aún para una goleta como el Adelaide donde permaneció hasta el 31 de marzo fecha en que cruzaron el Estrecho fondeando en bahía San Nicolás. El 1 de abril siguió a bahía Wood cerca del cabo Holland, al día siguiente hizo planos de la caleta Bradley en la bahía Bell sobre la costa de isla Clarence. Aquí tomó contacto con los indígenas del lugar considerados por los loberos como los más maliciosos que cualquier otros en el Estrecho o en la Tierra del Fuego. Luego se trasladó a puerto Gallant donde estuvo detenido por mal tiempo, tiempo que aprovechó para pasar a papel en limpio las operaciones de los días anteriores. El 11 de abril zarpó a examinar las ensenadas ubicadas en la costa sur del Estrecho fondeando en caleta Warrington; nuevamente tuvieron contacto con los indígenas. Inspeccionó la ensenada Smyth en la costa este de la isla Santa Inés y los alrededores de la isla Cayetano; el 14 estuvo en bahía Dighton y trabajó en el paso Shag y en el seno Icy. El 16 zarparon de bahía Dighton y el 18 estuvo de regreso en Puerto del Hambre.
El 30 de abril King envió al Adelaide nuevamente a la isla Cayetano para completar los trabajos hidrográficos del sector, regresando a Puerto del Hambre el día 21 de mayo con la novedad que los indígenas le habían robado la embarcación menor con la que efectuaban sus trabajos. Esta fue una pérdida importante por lo que King ordenó a la partida de tierra que iniciara la construcción de una nueva de inmediato y obtuvo del señor Low el préstamo de un bote por un par de semanas y envió el Adelaide para que examinara la costa desde puerto Bougainville hasta cabo Froward, nave que estuvo de regreso en puerto del Hambre el 18 de junio.
El 16 de julio el Adelaide zarpó hacia el norte para conseguir carne fresca de los patagones y para levantar la parte del Estrecho entre cabo Negro y la Segunda Angostura. Los tenientes Graves y Wickman y el Sr. Tarn fueron asignados para esta comisión. La nave fondeó en puerto Peckett donde tomó contacto con los patagones quienes la primera noche le proporcionaron setecientas libras de carne de guanaco y dos mil cuarenta libras fueron obtenidas en pocos días. El Adelaide regresó a puerto del Hambre el 30 de julio, produciendo un amplio cambio en la dieta de la tripulación y especialmente en los afectados por el escorbuto. Toda la tripulación tuvo carne fresca durante una semana y el resto fue reservada para los enfermos.
Durante la primera semana de agosto de 1828 el teniente Graves con el Adelaide fue enviado a conseguir más carne de guanaco de parte de los patagones. Fondeó en puerto Pecket y obtuvo de los indígenas esta vez mil seiscientas libras de carne. El 22 de agosto se unió al Adventure y el Beagle que navegaban el Estrecho rumbo a Río de Janeiro.

## Tercera Etapa
El Adventure zarpó de Río de Janeiro el 27 de diciembre de 1828 dejando al Beagle para que completara sus reparaciones y se le uniera en el Río de la Plata. Fondeó en Maldonado y levantó su observatorio en la isla Gorriti para efectuar las observaciones necesarias para determinar su latitud y longitud.
El 30 de enero de 1829, después de un tiempo muy caluroso experimentaron un pampero muy fuerte que comenzó con una pronunciada caída del barómetro y un viento muy fuerte del NW que repentinamente roló al SW y luego cayó el pampero, barriendo con el observatorio de isla Gorriti y destruyendo una embarcación recién construida que se encontraba en la playa. El pampero duró veinte minutos pero fue de una violencia no vista en los últimos veinte años según los habitantes del lugar. Al día siguiente, con la claridad, vieron que cerca de isla Lobos estaba fondeado el Beagle cuya aproximación no habían apreciado, se veía bien, con sus masteleros trincados y a sotavento de la isla. El 1 de febrero, el viento disminuyó y Fitz Roy le informó que el Beagle había estado a punto de zozobrar durante el pampero y que había sufrido la pérdida de varias velas y mástiles además de daños en sus botes. Dos hombres habían sido barridos por sobre la borda y se habían ahogado. Afortunadamente el HMS Ganges que estaba en el lugar prestó ayuda en la reparación y reposición de los elementos del Beagle. El 2 de febrero experimentaron un nuevo pampero durante el cual una embarcación del Beagle fue destrozada.
El 9 de febrero el Adventure, el Beagle y el Adelaide se dirigieron a Montevideo y el 17 subieron por el lado norte del río en busca de agua dulce. Al regreso tuvieron el viento y la mar en contra lo que dañó el molinete del Adventure y el Adelaide perdió su mastelero y una embarcación por lo que volvieron obligadamente a Montevideo de donde finalmente zarparon el 1 de marzo.
El 5 de marzo un temporal separó al Adventure de las otras dos naves, por lo que se dirigió al primer lugar de reunión, puerto Deseado, donde fondeó el 14 encontrando que el Beagle ya se encontraba en el puerto, pero no así el Adelaide. Aquí Parker King y Fitz Roy desembarcaron para inspeccionar Tower Rock, una inmensa masa rocosa muy llamativa que se encontraba en el lado sur del puerto, parecía un enorme árbol muerto con sus ramas podadas.
El Adventure se movió a bahía Oso Marino dejando al Beagle en espera del Adelaide. En Oso Marino inspeccionó unos pozos en los que podía haber agua dulce, encontrándola sólo en uno, también vieron rebaños de guanacos. Fitz Roy aprovechó su estada en puerto Deseado para subir el estuario hasta su inicio, más de treinta millas y el 24 se unió al Adventure en Oso Marino.
El 27 de marzo Parker King y Fitz Roy encontraron los restos de dos sepulturas indígenas, una de las cuales había sido recientemente afectada. Al día siguiente zarparon y se dirigieron a San Julián y al ver que no estaba allí el Adelaide continuaron a cabo Buen Tiempo, durante la navegación encontraron al Adelaide. El Adelaide había perdido casi todas sus velas durante el temporal. Como el viento era calma, aprovecharon de aprovisionar al Adelaide para seis meses.
El 1 de abril estando a la cuadra del cabo Vírgenes el Adventure se separó del Beagle y el Adelaide. El Adventure continuó hacia el sur con el propósito de encontrarse con el Chanticleer y el Beagle con el Adelaide se dirigieron al estrecho de Magallanes para cumplir las órdenes de King de que el Adelaide levantara los canales Magdalena y Bárbara y el Beagle levantara parte de la costa sur del Estrecho y el canal Jerónimo para luego, ambos en compañía, se dirigieran a Chiloé.

### Trabajos del Adventure
El 1 de abril de 1829 el Adventure al separarse de las otras dos naves continuó hacia el sur a lo largo de la costa este de la isla Grande de Tierra del Fuego rumbo a la isla de los Estados ya que esperaba encontrarse con el Chanticleer en puerto Año Nuevo. Al recalar en ese puerto observó en una de las islas un espacio pintado de blanco, cerca de donde habían convenido dejarse un documento para comunicarse. En atención a lo anterior fondeó y una embarcación encontró en la marca blanca un asta de bandera en cuyo pie había un tarro estañado que contenía una carta del comandante Foster que le informaba que había zarpado a caleta Saint Martin donde lo esperaba. King viró y zarpó de inmediato hacia dicho lugar.
Un temporal del sur atrasó su llegada a caleta Saint Martin hasta el 16 de abril fecha en que fondeó en la caleta encontrando al Chanticleer amarrado dentro y con la información de que todos estaban bien.
Durante la estadía en Saint Martin efectuaron el levantamiento parcial de la bahía San Francisco. Inspeccionaron puerto Maxwell ubicado entre la isla Jerdán, la isla Saddle y una tercera que forman un triángulo. Desde la cumbre de la isla Saddle, King tomó demarcaciones y comprobó que la naturaleza ferruginosa de la roca afectaba mucho la aguja magnética de los compases. Recorrió la isla Wollaston y al seno que la separa de la bahía San Francisco le puso seno Franklin en homenaje a John Franklin.
En puerto Kendall observó la misma propiedad magnética de isla Saddle. Un día, después de una mañana maravillosamente clara y templada con una fresca brisa del norte, el tiempo se nubló y el viento roló al SO soplando excesivamente fuerte y experimentaron williwaws de una violencia inconcebible que escoraban la nave sobre su costado a cada minuto lo que le obligaron a trincar el buque como si estuvieran en alta mar. El 3 de mayo el temporal fue más violento y los williwaws eran cortos huracanes, tanto que el buque garreó quedando a la deriva. El 10 mejoró lo que les permitió refondear y amarrarse nuevamente.
Habiendo abastecido al Chanticleer se prepararon para dejar caleta Saint Martin. El 24 de mayo zarpó el Chanticleer y se dirigió hacia el este rodeando el cabo de Hornos y pronto estuvo fuera de vista y dos horas después lo hizo el Adventure que encontró un fuerte viento oeste y mar gruesa que lo llevó hasta la latitud 60° sur antes de que pudiera navegar hacia el oeste. Recaló en Valparaíso el 22 de junio de 1829.
Mientras el Adventure estuvo en Valparaíso limpió sus cronómetros y reparó algunos, la nave fue recorrida y abastecida con una provisión completa para ella así como para el Beagle y el Adelaide.
El 11 de julio el comandante Parker King acompañado por el teniente Wickham fue a Santiago a entrevistarse con el presidente de Chile el general Francisco Antonio Pinto para informarle que el propósito del viaje de las naves bajo su mando era únicamente de índole náutico y científico y asegurarle que cualquier rumor sobre el interés de su país por la isla de Chiloé era totalmente falso. El general Pinto le agradeció la visita y le aseguró que recibiría cualquier ayuda que requiriese de las instituciones del Estado. King estuvo de regreso en Valparaíso el 26 del mismo mes. Antes de zarpar le prestó ayuda a un mercante indio de gran porte que estuvo a punto de naufragar debido a un fuerte temporal del norte.
El 10 de agosto dejaron Valparaíso rumbo a Chiloé, pero el viento sur los llevó hasta divisar la isla Juan Fernández, finalmente recalaron en San Carlos de Ancud el 26 de agosto, fondeando fuera de Punta Arenas, el mejor fondeadero de la bahía. Allí estaba el Beagle que había llegado a comienzos de julio. El comandante Fitz Roy le informó los trabajos efectuados por su nave y el Adelaide, la cual se encontraba efectuando el levantamiento de unos canales interiores pero que esperaba estaría de regreso en los próximos días. Fitz Roy también le informó que estaba esperando el arribo de artículos que había solicitado a Valparaíso para sus reparaciones y recorrida.
Parker King visitó al capitán de puerto el comandante Juan Guillermos, un inglés, y al gobernador general José Santiago Aldunate quienes le ofrecieron toda clase de ayuda. Como su intención era permanecer en este puerto hasta que el Beagle y el Adelaide estuvieran listos para reiniciar sus trabajos, él se estableció en una casa en el pueblo donde ubicó su observatorio portátil e instaló el instrumento para observar la altura azimutal. Los oficiales que no tenían tareas a bordo vivieron en el pueblo y la tripulación tuvo permiso frecuentemente para bajar a tierra a entretenerse.
El Almirantazgo aprobó su solicitud de regresar directamente a Inglaterra en lugar de navegar la ruta de Nueva Gales del Sur y el cabo de Buena Esperanza como estaba ordenado originalmente. Por lo que decidió regresar a Valparaíso en cuanto zarparan el Beagle y el Adelaide, reunirse con este último en puerto del Hambre y luego dirigirse a Río de Janeiro para esperar al Beagle y zarpar a Inglaterra.
Habiendo despachado al Beagle y el Adelaide a sus comisiones, Parker King zarpó de San Carlos de Ancud el 17 de diciembre de 1929 rumbo a Concepción.

### Trabajos del Beagle

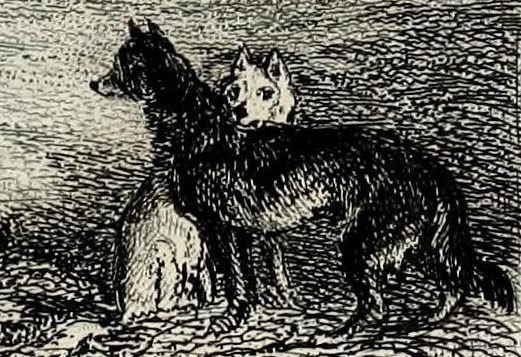
Perros Fueguinos en Bahía Gregorio.

El Beagle al separarse del Adventure el 1 de abril de 1829 entró al Estrecho y fondeó en bahía Posesión junto con el Adelaide, luego ambos continuaron su navegación pero el Adelaide fondeó en la costa norte y el Beagle prosiguió y entró en la Primera Angostura, donde fondeó y perdió un ancla al cortársele el cable, con la marea siguió hacia el oeste, vieron en tierra indios patagones cazando guanacos, el 4 de abril navegaron la Segunda Angostura fondeando en puerto Pecket donde se aprovisionaron de apio verde, arándanos y agua. El 6 el Adelaide fondeó cerca del Beagle, venia de bahía Gregorio donde había obtenido de los patagones cerca de novecientas libras de carne de guanaco.
El 8 levantó el puerto Oazy y examinó la caleta que está hacia el norte. El 11 navegó entre la isla Isabel y el cabo Negro donde fondearon en espera de la marea. El 13 se encontraron con indígenas kawesqar y el 14 fondearon en puerto del Hambre. Acá estaba ya el Adelaide al que le trasbordaron el teniente Skyring, el Sr. Kirke, el Sr. Bynoe y cinco marineros y se le facilitó una ballenera para que efectuara su próxima comisión a los canales Magdalena y Bárbara, con instrucciones de reencontrarse con el Beagle en puerto Gallant.
El Beagle zarpó el 19 de abril rumbo al seno Lyell, durante el día tuvieron un paisaje magnífico y la noche fue una de las más hermosas jamás vista, según Fitz Roy. El 20 fondearon en un muy buen puerto cerca de una milla de punta Mazaredo. Dentro del seno Lyell está puerto Kempe que puede albergar seis naves grandes con seguridad. Fitz Roy recomienda ser remolcado con espías para entrar y salir de estos puertos en lugar de hacerlo a la vela, ya que es mucho más fácil moverse con calabrotes y anclotes que se pueden afirmar en las rocas o en las raíces de los árboles.
El 22 zarpó aunque tenía viento en contra y el tiempo estaba cerrado, pero quería llegar pronto a bahía Cascada donde encontraron gran cantidad de lapas y choros de particular buena calidad. Estuvieron trabajando en el levantamiento con tres embarcaciones, explorando y sondando.
El 26 de abril viraron y en pocas horas llegaron al lado oeste del seno Pedro, fondeando en caleta Murray. El 27 salieron en las embarcaciones pero debido al excesivo mal tiempo regresaron al buque, al día siguiente reanudaron el trabajo explorando lo que parecía ser un canal pero no continuaron la inspección debido al mal tiempo y a que Fitz Roy estimó que este era sólo un seno más. El 3 de mayo fondearon de regreso en puerto Gallant. Inmediatamente se puso a preparar la próxima tarea que era la excursión en botes al canal Jerónimo.
En este intervalo Fitz Roy detuvo completamente la preparación y consumo de carne salada en la dieta del buque por tres días sustituyéndola por carne en conserva, mariscos, cerdo, choros, lapas y apio silvestre en la creencia que este cambio de dieta era necesario para la salud de la tripulación. Además obtuvieron gran beneficio del empleo de los toldos pintados en Río de Janeiro y Montevideo para ser colocados sobre la cubierta del velero y mantener la parte inferior seca aun bajo lluvia intensa.
El 7 de mayo Fitz Roy y el Sr. Stokes salieron en el cúter y una ballenera a explorar el canal Jerónimo. Llevaban provisiones para 28 días, poca agua y cada hombre tenía sus ropas protegidas por lonas o dril bien pintado y en lugar de sombrero llevaban un sueste, como las gorras de los mineros del carbón.
El 8 llegaron a punta York pero los detuvo la fuerte corriente en contra y cuando disminuyó entraron al río Batchelor un lugar muy bueno. Encontraron tres wigwams que aprovecharon para refugiarse y pasar la noche. Al día siguiente llegaron al canal Jerónimo y la corriente los ayudó a pasarlo rápidamente, llegando al misterioso seno Indio del cual nada se sabía. El 10 estuvieron detenidos por una fuerte y constante lluvia. Los hombres ocuparon el cúter para dormir y emplearon sus sacos de mantas para protegerse. Cada hombre del Beagle cuando salía del buque en comisión llevaba una manta o poncho grande, que se cerraba mediante un cordón quedando como una bolsa que lo mantenía muy protegido y abrigado durante la noche.
El 11 al mediodía alcanzaron el Pan de Azúcar, subieron a su cima con instrumentos y luego continuaron bogando hasta la Punta de los Islotes. El 12 continuaron remando teniendo a la vista las islas Englefield y Vivian, las únicas islas importantes en el seno Otway. El fondo en la costa oeste no es profundo, después del canal hay fondeadero para una nave. En el canal Indio solo visitaron bahía Cutter y caleta Bendding.
El 14 llegaron al extremo norte de isla Englefield donde observaron una altura meridiana del sol y Fitz Roy aprovechó para bañarse pues el día estaba templado; el agua la encontró igual de helada que en la costa inglesa; su temperatura a un pie bajo la superficie era de 42° cuando la del aire era 39°. Ese día avanzaron más de diez millas y al querer vararse para descansar tuvieron muchos problemas pues la costa había cambiado totalmente, en lugar de aguas profundas con costa rocosa se encontraron con una playa de guijarros lisa y aguas embancadas con piedras muy grandes entre las marcas de la alta y la baja marea. Al desembarcar se encontraron con arbustos enanos y árboles. La madera era tan seca que no tuvieron problemas para encender una fogata pero no pudieron encontrar una gota de agua dulce para poder cocinar.
El 15 zarparon sin desayunar por la falta de agua. Mientras bogaban a lo largo de la costa vieron cuatro canoas que estaban en la playa cerca de varios wigwams. Tuvieron contacto con cerca de ocho hombres, seis u ocho niños y quizás una docena de mujeres y niñas. Todos pintarrajeados, unos de rojo, otros de negro. Algunos tenían una piel sobre sus hombros, el resto completamente desnudos. Intercambiaron productos, ellos eran muy aficionados al tabaco. Parecían ser muy similares a los fueguinos, pero superiores, pues eran mejor formados, se veían más robustos y más activos. Les indicaron donde encontrar agua dulce. Continuaron avanzando hasta el anochecer en que descubrieron una abertura que parecía ser un canal, fondearon en su orilla norte en un lugar que Fitz Roy denominó caleta Donkin, nombre asignado en reconocimiento al conservador de la carne que consumían a bordo. Les sorprendió lo templado del clima.
El 16 de mayo bogaron y navegaron a lo largo de un canal sinuoso. Por un lado el terreno era arbolado y se extendía hacia la Tierra del Fuego y por el otro era una región baja y árida, como la patagonia del este. Las orillas de ambas costas eran de una altura entre cinco y cuarenta pies, inclinadas y cubiertas de pasto. Cuando llegaron al extremo oeste de este canal vieron una extensión a lo menos de unas treinta millas de través de este a oeste y veinte de norte a sur, el seno Skyring. Al oeste y al sur se observaban grandes montañas cubiertas de nieve, hacia el norte la tierra era baja, excepto unos pocos cordones con cerros bajos con grandes llanuras entre ellos. En la llanura crecía un abundante y buen pasto y trébol. No se veían árboles y el suelo parecía seco, rico y ligero. El agua no era tan abundante como en el sur, pero más que suficiente para todos los propósitos útiles, vieron muchos arroyos y manantiales en los costados de los cerros bajos. La llamaron llanura Whitestone.
El 17 mientras permanecían en Whitestone soportaron una tormenta muy fuerte de viento y granizos del SO, el frío era tan cortante que les mostró una de las causas por la que en estas llanuras no había árboles, los fuertes vientos del SSW al N.
El 18 fue muy frío, con fuerte lluvia y soplando con fuerza del SW. Fitz Roy comentó que este clima era muy parecido al experimentado en puerto Deseado y que estimaba que este lugar era adecuado para establecerse, pues había agua, madera, prados y buena tierra apta para sembrar. El clima no era malo y se podría inducir a los indios patagones a comerciar su carne de guanaco como lo hacían en bahía Gregorio.
Fitz Roy decidió no continuar explorando el seno Skyring por el limitado tiempo y las provisiones que les quedaba y buscar un paso y establecer la naturaleza de la separación entre el seno Otway y el estrecho de Magallanes, entre bahía Laredo y puerto Pecket. El 20 dejaron caleta Donkin y se dirigieron hacia puerto Pecket. Un paso occidental podría ser explorado en el futuro. Una buena brisa los llevó rápidamente hacia el este, pero luego refrescó por lo que tuvieron que arriar la vela y luchar para regresar a caleta Donkin.
El 21 permanecieron en caleta Donkin secando las ropas y acondicionando las embarcaciones para regresar al Beagle por el mismo camino que habían venido pues Fitz Roy había desistido de la idea de cruzar el seno Otway por el corto tiempo y provisiones que les quedaban.
El 22 de mayo heló fuerte y con cuatro marineros de su bote, Fitz Roy caminó hacia los cerros Beagle. Llegaron a la cima desde la cual pudieron distinguir los cerros Gregory, cabo San Bartolomé, las islas Nassau, el cabo Monmouth, los altos picos del cabo Froward, las cadenas de montañas desde allí al canal Jerónimo y al oeste de todos cerca del cabo Phillip y cabo Parker, la extensión completa de los senos Otway y Skyring unidos por el canal Fitz Roy. Al norte de los cerros Beagle, una cadena de altibajos similares y hacia el este una sucesión de lagunas cruzaban completamente la tierra plana hacia puerto Pecket.
Dejaron un memorial incluida una plomada, al pie de un poste clavado en la tierra, pero el aire estaba tan frío que no pudieron grabar sus nombres agregándolos en la plomada.
El 24 dejaron caleta Donkin luego de efectuar las observaciones para los cronómetros. Al anochecer estaban cerca de isla Englefield donde fondearon. Al día siguiente Fitz Roy subió a la parte superior de la isla pero no pudo ver nada alrededor porque estaba rodeado de árboles altos. El 27 llegaron a la punta Islote, el 28 navegaron hacia el sur, pasaron isla Bennet, examinaron la costa oeste del canal y llegaron a ensenada Corona.
El 29 de mayo navegaron el canal Jerónimo y al anochecer llegaron al río Batchelor. El 30 lo emplearon en estibar las embarcaciones. Traspasaron todas las provisiones al bote de Fitz Roy y el cúter con el Sr. Stokes zarpó de regreso al Beagle a la mañana siguiente, recalando temprano en caleta Gallant.
El 31 de mayo Fitz Roy con su bote se dirigió hacia el oeste pero el mal tiempo lo hizo buscar refugio en un lugar protegido de la costa oeste de la entrada al canal Jerónimo.
El 1 de junio bogaron hasta llegar a una caleta ubicada al lado este del cabo Quod. A la mañana siguiente continuaron y al anochecer estaban en una isla pequeña al lado oeste del seno de las Nieves donde pasaron la noche.
El 3 trabajaron levantando la parte interior del seno de las Nieves pensando que era un canal. Encontraron dos buenos fondeaderos en el lado oeste, pero ninguno en el este. Pasaron la noche cinco millas dentro del seno. Llovió muy fuerte. El 4 continuaron avanzando confiados en que llegarían al seno Ballena, pero al mediodía se encontraron con un alto y negro acantilado que les cerraba el paso ante lo cual tuvieron que devolverse. El 5 al mediodía salieron del seno De las Nieves y gobernaron hacia la isla Carlos III. En el trayecto se encontraron con una canoa que llevaba un hombre, su esposa y tres niños más algunos perros pequeños. Fitz Roy le compró un perro al hombre pero tuvo que devolverlo ante la negativa de la esposa a venderlo. Ese mismo día pasaron a la cuadra de El Morrión que ya había sido reconocido por el comandante Stokes.
El 6 luego de tomar las demarcaciones y ángulos requeridos para el levantamiento continuaron hasta caleta Spot y navegaron la estrecha angostura entre ella y la tierra más cercana. Recorrieron el seno Ballena, una entrada grande y profunda que termina en un valle entre montañas. Al día siguiente continuaron hasta bahía Choiseul donde pasaron la noche. Esta bahía es grande y engañosa, llena de islotes y sargazos debajo de los cuales seguramente hay rocas, es un lugar que los buques deberían evitar.
El 8 de junio regresaron a bahía Gallant y pudieron descansar a bordo del Beagle encontrando que todo el personal estaba bien de salud y la nave lista para continuar su viaje. El teniente Kempe había aprovechado cada minuto del día en su mantención y alistamiento. No habían tenido enfermos y dos buques loberos habían estado en la caleta. Kempe había estado en la cima del monte De la Cruz y dejado un memorial.
El 9 de junio arribó a caleta Gallant el Adelaide habiendo cumplido totalmente el trabajo en los canales Magdalena y Bárbara. Fitz Roy tomó la decisión de que el Adelaide en su viaje a San Carlos de Ancud levantara el canal que conecta el cabo Tamar con el golfo Trinidad, aunque no había recibido esa orden de parte del comandante King, pero considerando la importancia de la ruta y con la esperanza de que además descubrieran un paso en el seno Skyring dio las órdenes correspondientes. Nuevamente el teniente Skyring, el Sr. Kirke y el Sr. Bynoe fueron enviados en comisión al Adelaide y se le prestó una ballenera con cinco marineros para tripularla además de anclas, cables, calabrotes y anclotes y todo lo necesario para una comisión que se sabía sería dura por la época del año que se vivía.
El 17 de junio Fitz Roy acompañado por el Sr. Murray y cuatro hombres dejaron el buque y desembarcaron en bahía Fortescue con la intención de ascender el monte De la Cruz. Al mediodía llegaron a la cima, tomaron ángulos con el teodolito y efectuaron observaciones con el barómetro y enterraron un testimonio que contenía una lista de los oficiales y tripulación del Beagle y del Adelaide, un relato del objetivo de la expedición, lo logrado hasta el momento y hacia donde se dirigirían, además de una colección de monedas, todo dentro de una caja de lata bien soldada que colocaron sobre una roca desnuda y la cubrieron con un montón de piedras.
El 20 zarparon de caleta Gallant, dejando al Adelaide para que comparara sus cronómetros y con la orden de reunírsele antes de dejar el Estrecho. En la tarde fondearon en bahía Isabel. Al día siguiente zarparon con las velas bajas aferradas y las gavias con arrizado triple, pero el viento era tan fuerte que tuvieron que dirigirse hacia el seno Ballena fondeando a sotavento del extremo sureste de la isla Carlos III, pero los williwaws los llevaron mar adentro teniendo que fondear una segunda ancla para no irse contra la isla Rupert.
El 22 zarparon y luego fondeando en rada York, el 23 navegaron hacia el oeste, pero la marea solo les permitió fondear cerca de bahía Borja, puerto en el que estuvieron detenidos por el mal tiempo hasta el 26 en que zarparon con buen tiempo, el 27 pasaron caleta Marian fondeando en caleta Half Port.
El 28 de junio Fitz Roy fue en una ballenera a inspeccionar el golfo de Xaultegua. Navegaron a la vela a través del Estrecho y penetraron hacia el golfo pero la nieve apenas les permitía ver la costa; al día siguiente pasaron punta Hope esperando encontrar un paso, pero fueron defraudados al encontrar que el golfo terminaba en dos ensenadas. En este punto Fitz Roy decidió regresar a su buque , llegaron a isla Santa Ana, cruzaron el Estrecho y llegaron a su nave.
El 1 de julio zarparon al encuentro del Adelaide que estaba ya a la vista. Todos estaban sin novedad. En la tarde se separaron después de comparar los cronómetros y haber pasado al Adelaide unas pocas cosas que necesitaban. El Adelaide se dirigió a bahía Upright donde fondeó y el Beagle navegó hacia alta mar fuera del Estrecho. El primer día tuvieron un temporal del SE, pero los otros días estuvieron buenos hasta su llegada a Chiloé.
El 5 avistaron la isla Guafo y en la tarde el extremo sur de la isla Chiloé. El 8 estuvieron a la altura de punta Hualpilacuy y el 9 de julio fondearon en San Carlos de Ancud el cual les pareció muy agradable comparado con la Tierra del Fuego. La ciudad le recordó a Fitz Roy una aldea de Cornish por su apariencia y color ya que las casa estaban construidas de piedra y techadas con tejas, pero después descubrió que eran de madera desde sus cimientos hasta la punta de sus techos.
El capitán de puerto Juan Guillermos subió a bordo y les ofreció toda su ayuda, por él supo que el Adventure no había llegado aún. Fue a tierra y saludó al gobernador brigadier general José Santiago Aldunate quien también le ofreció toda la ayuda que pudiese necesitar. Fitz Roy y el Sr. Stokes se encargaron de los trabajos del levantamiento mientras que el resto de los oficiales y tripulación se abocó en las reparaciones, calafateo del buque y a la construcción de botes, cuando estuvo listo para su próxima comisión zarpó el 19 de noviembre de 1929 a levantar las costas oceánicas de Tierra del Fuego y terminado ese trabajo reunirse con el Adventure en Río de Janeiro.

### Trabajos del Adelaide

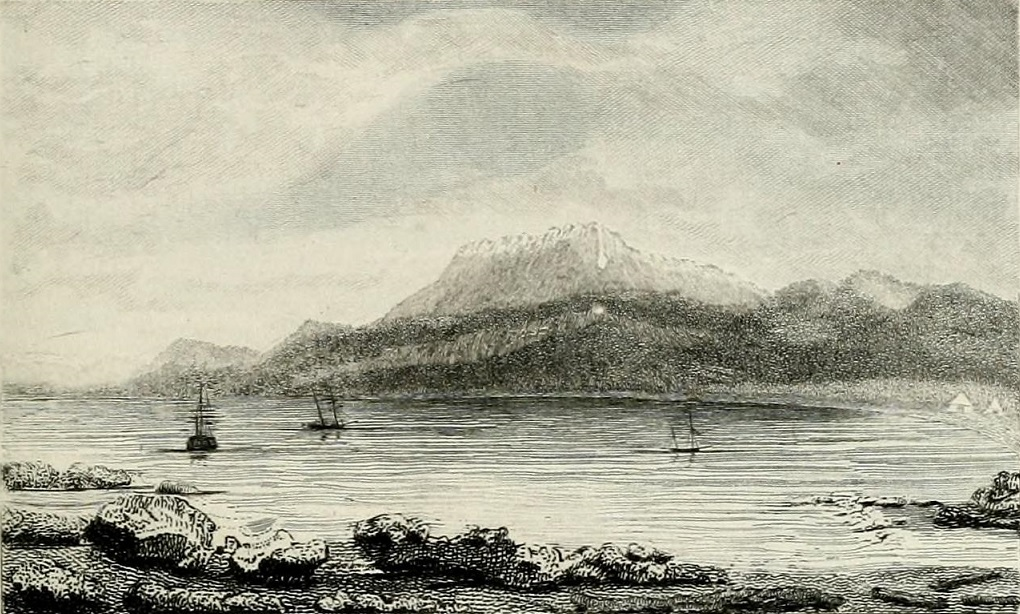
Puerto de Hambre en el Estrecho de Magallanes, Chile.

El 1 de abril de 1829 entró al Estrecho y fondeó en bahía Posesión. A la puesta del sol fondeó en la costa norte, estuvo en bahía Gregorio donde tomó contacto con los patagones de quienes obtuvo cerca de novecientas libras de carne de guanaco y embarcó a tres marineros portugueses que le pidieron protección, habían sido dejados allí por un lobero inglés casi un año antes, uno de ellos pidió ser desembarcado y los otros dos pasaron a formar parte de la dotación del Adelaide. Densas nieblas le impidieron continuar hacia la Primera Angostura hasta el 4 de abril y el 6 fondeó en puerto Peckett cerca del Beagle al que le entregó dos tercios de la carne y luego viró y continuó hacia puerto del Hambre.
El 16 de abril el teniente Skyring, el Sr. Kirke y el Sr. Bynoe más cinco marineros del Beagle fueron embarcadas en comisión en la goleta, además se le entregó una ballenera.
El 17 zarparon a levantar los canales Magdalena y Bárbara, pero el fuerte viento sur les impidió avanzar por lo que regresaron a puerto donde permanecieron hasta el 19 en que zarparon junto con el Beagle poniendo rumbo al canal Magdalena mientras el Beagle se dirigía hacia el seno Lyell.
Perdieron muchos días por los fuertes temporales y lluvias torrenciales que tuvieron que afrontar, pero los intervalos de buen tiempo les permitieron ir de caleta en caleta haciendo su trabajo.
El 5 de mayo mientras se dirigían a bahía Stormy se vararon sobre una roca en la que permanecieron varias horas detenidos, pero la próxima plea les permitió flotar sin haber sufrido daños en el casco.

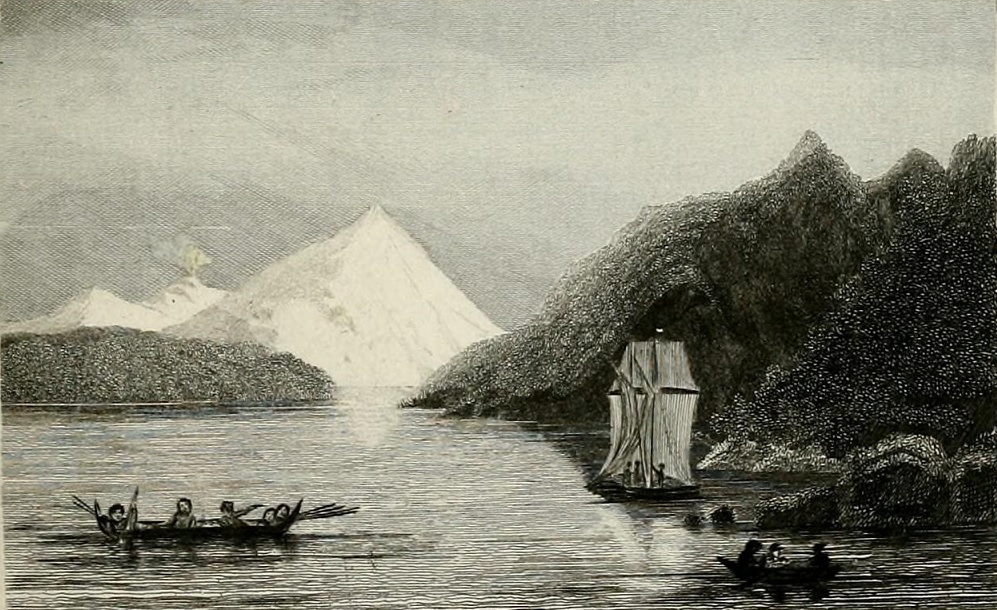
Vista del Monte Sarmiento desde el Estrecho de Magallanes, Chile.

En el lado este del canal había una gran abertura que se internaba en la tierra por ocho millas, era el seno Keats. En el extremo SO del canal se encuentra el monte Sarmiento, el más llamativo y maravilloso de esta región, tiene una altura cercana a los siete mil pies.
El 11 de mayo fondeados cerca del cabo Head tuvieron el primer día bueno desde que entraron al canal. Observaron la latitud y longitud del lugar y el teniente Skyring examinó un grupo de islas en las cercanías. Luego se movieron a una caleta en la entrada del seno Dyneley, en la costa norte. Hasta el 15 de mayo levantaron la costa adyacente y tuvieron contacto con varias canoas llenas de indios. Acá ya estaban en el canal Cockburn.
Luego se trasladaron a través de las islas del grupo Magill, fondeando en el extremo norte de la isla Skyring, las más grande del grupo. El 21 de mayo el Teniente Skyring y el Sr. Kirke subieron hasta la cumbre del monte Skyring, ubicado en la misma isla, a la que llegaron después de tres horas de duro bregar, dejaron un memorial en la cima de la montaña, un documento con los nombres de los oficiales que participaban en la comisión metido dentro botella y dentro de una caja exterior fuerte. El documento dice: “firmado este 16 día de mayo de 1829 por: y vienen los nombres, grados y firma de los seis oficiales.
El 22 de mayo navegaron hacia el oeste y al día siguiente fondearon en el lado norte de la isla Bynoe haciendo las observaciones necesarias para llevar a cabo la triangulación del levantamiento. Hasta el 26 estuvieron ocupados reconociendo las islas de los alrededores. El 29 dejaron bahía Hewett y fondearon en la entrada de bahía Brown donde estuvieron detenidos por el mal tiempo hasta el 2 de junio. Luego continuaron hacia los estrechos del sur del canal Bárbara y fondearon en bahía Bedford. En este lugar obtuvieron ángulos para conectar su triangulación con puntos fijados previamente por el comandante King.
El 8 de junio trataron de pasar la angostura Shag pero la corriente los detuvo y tuvieron que fondear en bahía Field y el 9 llegaron a puerto Gallant reincorporándose al Beagle.
Luego de comparar sus cronómetros el 1 de julio zarparon hacia el oeste fondeando en cabo Upright de donde zarparon en cuanto el tiempo se lo permitió gobernando hacia bahía Beaufort y fondeando en puerto Profundo ubicado en una gran abertura al este del cabo Phillip.
El 5 de julio el teniente Skyring y el Sr. Kirke, en una ballenera, exploraron la abertura que corre al este del cabo Tamar y que termina en dos senos denominados senos Icy y Glacier. Esta inspección la hicieron en búsqueda del canal a través del cual varias naves habían entrado al Estrecho desde el Pacífico. La exploración les demostró que el Adelaide ya estaba en el canal que buscaban por lo que regresaron a bordo y el 7 continuaron hacia el norte. Al pasar el monte Joy observaron una fuerte corriente, indicación cierta de la existencia de un canal. Fondearon en bahía Good y al canal le pusieron canal Smyth en homenaje al comandante W. H. Smyth, R.N. bajo cuyo mando habían estado en un levantamiento del Mediterráneo los teniente Skyring y Graves. Hicieron un plano de la bahía y levantaron el canalizo.
El mejor track lo encontraron al este de la isla Renouard; al pasar la isla Shoal toparon con una roca sin mayores daños. Los días 10 y 11 inspeccionaron la costa de los alrededores y el seno Clapperton. El 13 llegaron a caleta Hose, al día siguiente a bahía Oakes y el 15 fondearon en bahía Otter. Este lento avance se debió al tiempo calma y a que el levantamiento lo habían efectuado empleando los botes.
El 16 de julio llegaron a las islas Summer fondeando en la costa de isla Larga. Midieron la altura de una montaña de 5.800 pies que llamaron monte Burney en homenaje al almirante. El 17 llegaron a bahía Fortuna donde se abrían dos canales que aparentemente se dirigían hacia el cabo Isabel, siguieron el de más al norte que parecía el principal y el 18 de julio fondearon en bahía Welcome. Continuaron hasta el paso Victoria al cual entraron pensando que estaban en la boca de Ancón sin Salida del diario de Sarmiento según el almirante Burney. El mal tiempo los obligó a refugiarse en bahía Island y luego continuaron por el canal Smyth hasta bahía Hamper. El 25 chocaron contra una roca pero sin sufrir daños, examinaron bahía Rocky y el 30 llegaron al extremo norte del canal Smyth fondeando en ensenada Angosta. El 1 de agosto dieron por finalizado el levantamiento del canal Smyth y el 2 fondearon en el surgidero Relief en el lado SO de la Isla Vancouver.
Como era evidente que Ancón sin Salida estaba entre las islas Piazzi y Ceres a lo largo de las cuales habían pasado, el 4 de agosto el teniente Skyring dejó la goleta amarrada en surgidero Relief y con el Sr. Kirke en una ballenera zarparon hacia el sur con víveres para una semana.
El 4, 5 y 6 bogaron o navegaron a la vela hacia el sur y el este, recorrieron el paso Farquhard, el estrecho Collingwood y el seno Unión. El 7 subieron al monte Oración que tenía a cada lado una profunda abertura, bahía Año Nuevo y bahía Oración esta última separada solo por unos cientos de yardas de bahía Isthmus en el canal Smyth. Después de mirar alrededor continuaron hacia el este y llegaron a un ancho canal en cuya costa vararon la embarcación para pasar la noche. Llegaron a Ancón sin Salida de Sarmiento donde observaron dos canoas con indígenas en la costa oeste. Eran iguales a los fueguinos pero debían pertenecer a otra tribu porque sus canoas estaban hechas de tablas.
Dejaron a los nativos y pasaron el cabo Earnest donde observaron un ancho canal que se dirigía al norte y otro hacia el este. Se internaron unas diez o doce millas en el primero, estero de las Montañas, que terminaba en tierras bajas por lo que regresaron y tomaron el canal del este, canal Morla Vicuña, varando la embarcación en una excelente bahía en lado norte del tramo angosto.
El 9 zarparon y recorrieron un estrecho canal, no mencionado en el informe de Sarmiento, tenía un poco más de tres millas de largo y cerca de un tercio de milla de ancho que en el extremo NE se reducía solo a cuatrocientas yardas y con una corriente de cuatro nudos, formando remolinos, se trataba del canal Kirke y la angostura del mismo nombre.
Llegaron a un canal despejado de unas dos millas de ancho que corría hacia el NE, canal Valdés, por unas ocho millas y luego giraba directamente hacia este. El otro canal de una y media milla de ancho tendía hacia el SE por dos o tres millas y luego también doblaba hacia el este, estero Poca Esperanza. Skyring lamentó no continuar con el descubrimiento, pero como le quedaban provisiones solo para un día decidió regresar al Adelaide. La latitud fue obtenida en el punto Return. La abertura hacia el NE pensó que comunicaba con las aguas recientemente descubiertas por el comandante Fitz Roy.
El 10 iniciaron el regreso, navegaron el seno Unión y llegaron al estrecho San Benito y el 13 de agosto llegaron al Adelaide. Durante su ausencia el teniente Graves había efectuado observaciones astronómicas y levantado las costas de los puertos adyacentes.
Del 13 al 17 estuvieron detenidos por mal tiempo, el 18 llegaron a bahía Escape en el canal Esteban. El 19 tomaron ángulos en cada lado del canal y al mediodía estuvieron a la cuadra del monte Trigo. El 22 estaban en la Angostura Guía, trataron de fondear en bahía Unfit, al día siguiente levantaron la Angostura Guía. El 24 navegaron el canal Inocentes atracando en bahía Guard. El 26 fondearon en una ensenada de la isla Chance. El 27 fondearon en una pequeña bahía al norte de la isla Hocico del Caimán ya en el canal Concepción. El 30 fondearon en seno Molyneaux.
Recién el 4 de septiembre pudieron levar anclas y llegar a bahía Tom. El 7 zarparon y se dirigieron al paso Caffin, el mal tiempo los hizo fondear en bahía Windward. Tomaron ángulos en la isla Medio y al este y oeste del fondeadero. El 8 continuaron trabajando en el levantamiento, observaron la latitud en las rocas Red Beak. El 9, mientras estaban fondeados en bahía Neesham, llegaron dos canoas con unos treinta indios, las canoas estaban hechas de tablas, los indígenas eran parecidos a los fueguinos pero de una raza mejor, mejor formados y mucho menos ruidosos. El 10 zarparon y aprovecharon el buen viento para ganar lontananza para dirigirse a Chiloé llegando a San Carlos de Ancud el 20 de septiembre de 1829.
Durante la navegación el teniente Skyring y el Sr. Kirke diligentemente emplearon su tiempo en transferir sus observaciones al papel, a pesar del movimiento de su pequeña nave, durante diez días de tiempo agitado.

## Cuarta Etapa
El Beagle estuvo listo para reanudar su trabajo y zarpó de San Carlos de Ancud el 19 de noviembre de 1829 a levantar las costas oceánicas de la Tierra del Fuego para después reunirse con el Adventure en Río de Janeiro.
Como el Adelaide había recibido algún daño fue necesario vararla para examinarla y repararla. Además su palo mayor estaba muy dañado por lo que fue necesario reemplazarlo por uno nuevo. Gracias a la ayuda del general Aldunate obtuvieron el asta de la bandera de la plaza del pueblo lo que les evitó esperar mucho tiempo para obtener uno desde Calbuco. La goleta estuvo lista para hacerse a la mar a comienzos de diciembre y una vez más los tenientes Skyring y Graves, el Sr. Kirke y Mr. Bynoe del Beagle fueron embarcados en comisión además de los Srs. Alexander Millar y Parke del Adventure, zarpando el 8 de diciembre de 1829 bajo el mando del teniente Skyring con instrucciones de levantar la parte del golfo de Penas que no había sido explorada por el Beagle, especialmente el río San Tadeo en la bahía San Quintín, las aberturas detrás de la isla Javier, la Boca de Canales y las islas Guayaneco donde el Wager había naufragado en 1741, luego dirigirse al sur navegando el canal Messier y posteriormente dirigirse a Ancón sin Salida e inspeccionar las aberturas del continente y buscar una comunicación con los senos Skyring y Owen descubiertos por Fitz Roy tratando de entrar al Estrecho por esa vía y juntarse con el Adventure en puerto del Hambre en el mes de abril de 1830.
Habiendo despachado al Beagle y al Adelaide a sus tareas Parker King preparó al Adventure para regresar a Valparaíso con la intención de agregar más estaciones a su cadena cronométrica para las longitudes y luego dirigirse a Río de Janeiro pasando por Concepción, puerto del Hambre y Montevideo.
Parker King con el Adventure llegó a puerto del Hambre el 13 de abril de 1830 y como tenía que esperar el arribo del Adelaide, ordenó levantar carpas en tierra y varar las embarcaciones para repararlas, también instalaron los instrumentos para observar el tránsito de un cometa que habían visto en su navegación desde Concepción hasta el Estrecho.
El 21 de abril llegaron a la bahía nueve canoas con un gran número de fueguinos, principalmente con aquellos que frecuentaban el canal Magdalena y la costa oceánica, eran sobre ochenta. El comportamiento de estos siempre había sido problemático por lo que Parker King ordenó que no se les permitiera acampar cerca de las carpas. Al día siguiente los indígenas intentaron visitar el campamento que estaba delimitado por una cuerda que no debían traspasar. Al mediodía, luego de un intercambio de palabras a raíz de un incidente con la señalización para las observaciones meridianas, King les ordenó a los indígenas reembarcarse y retirarse a bahía Rocky, cuando estaban cumpliendo esta orden les disparó un tiro de mosquete por sobre sus cabezas en señal de advertencia. Los indígenas se embarcaron pero desembarcaron en punta Santa Ana desafiándolos con hondas, flechas y arcos listos para atacarlos. Hubo un intercambio de tiros de mosquete y de piedras lanzadas por los nativos con gran precisión pero el incidente terminó sin daños.
A la mañana siguiente desde a bordo vieron que cinco o seis nativos agachados entre el pasto alto, cerca del lugar de la aguada, esperaban el arribo de los marineros seguramente con la intención de atacarlos. Para advertirlos, King ordenó dispararles un cañón con una bala de seis libras que pasó sobre sus cabezas y luego dos tiros más hasta lograr que huyeran del lugar. En la tarde se habían movido a bahía Rocky acampando en la playa. Al día siguiente envió una patrulla para hacer las paces lo que terminó en un intercambio de baratijas como si nada hubiese sucedido. Este fue el último encuentro con los kawesqar. Parker King advierte a los futuros navegantes del Estrecho que lo hacen en naves con poca tripulación que deberían siempre evitar el contacto con estos indígenas cuando estos forman un grupo numeroso.
La ausencia de indígenas les permitió recorrer los alrededores, visitaron bahía Rocky y desde allí vieron una vela que pensaron podría ser el Beagle, pero era el Dryad de la compañía Hudson Bay que se dirigía al río Columbia desde las islas Malvinas y que venía a encontrarse con el Adeona del Sr. Low quien se había ofrecido a pilotearlo a través del canal Magdalena. El Adeona recaló el 3 de mayo y al día siguiente con gran alegría avistaron en el horizonte al Adelaide.
El resultado del trabajo del Adelaide fue muy interesante aunque no descubrió una comunicación entre Ancón sin Salida y el seno Skyring. La única pérdida que tuvo fue la lamentable muerte del Sr. Alexander Millar por una inflamación de los intestinos.
El Dryad, después de recibir alguna ayuda del Adventure zarpó junto con el Adeona hacia el Pacífico navegando el canal Magdalena. Días después lo hicieron el Adventure y el Adelaide hacia Río de Janeiro. Navegaron rápidamente, pasando bahía Gregorio al mediodía. Un gran número de patagones se había congregado en el sitio acostumbrado cuando los vieron venir pero, como tenía la corriente y el viento a su favor, Parker King decidió no detenerse y continuar navegando hacia la salida del Estrecho, seguramente con gran decepción de María y sus nativos.
La travesía hasta Montevideo fue más bien larga por lo que se detuvieron allí sólo para hacer agua y continuaron hacia Río de Janeiro donde esperaron el arribo del Beagle, nave que recaló el 2 de agosto y en la que todos estaban bien a bordo y el buque listo para continuar su viaje a casa. La gran novedad del Beagle fue que a bordo viajaban cuatro fueguinos, tres kawesqar y un yagán, que Fitz Roy había decidido llevar a su costo hasta Inglaterra para civilizarlos e instruirlos y luego regresarlos a sus lugares de origen. Se trataba de 3 hombres y una mujer a los que había llamado: York Minster de 26 años, Boat Memory de 20 años, Jemmy Button de 14 años y Fuegia Basket de 9 años, una niña. Los fueguinos resultaron lentos en el aprendizaje del inglés pero habían comprendido claramente que volverían a su país de origen. Ayudaban a la tripulación en sus tareas, eran extremadamente dóciles y de buen humor. En Montevideo fueron vacunados contra la viruela. Fuegia Basket estuvo viviendo varios días en la casa de una familia inglesa y los hombres bajaron a tierra varias veces siendo muy parecidos a los indios del lugar. Por primera vez le contaron a Fitz Roy que tenían por costumbre comerse a los enemigos capturados en la guerra. Las mujeres les comían los brazos y los hombres las piernas; el tronco y la cabeza eran arrojados al mar.
El Adventure y el Beagle zarparon juntos de Río de Janeiro el 6 de agosto, dejaron al Adelaide como buque tender del buque insignia, pero reembarcaron en sus respectivas naves a los oficiales y tripulación. Luego de una larga travesía fondearon en el seno Plymouth el 14 de octubre de 1830. Ambos buques fueron desactivados poco después, el Beagle en Plymouth y el Adventure en Woolwich.

### Trabajos del Adventure
El Adventure zarpó de San Carlos de Ancud el 17 de diciembre de 1829, recaló en Concepción y fondeó en Valparaíso el 2 de enero de 1830 puerto en el que permaneció hasta 11 de febrero fecha en que zarpó rumbo al sur, pero un constante viento sur lo llevó hasta el archipiélago de Juan Fernández, fondeando en bahía Cumberland el 16 de febrero de 1830.
Pocas veces Parker King había visto un paisaje tan notable y pintoresco como el que presentaba Juan Fernández. Desde la distancia se veía el cerro El Yunque que se elevaba tres mil pies sobre una costa formada por una abrupta muralla de roca desnuda negra, de unos ochocientos o novecientos pies de alto a través de la cual había quebradas formadas por torrentes de montaña, con claros verdosos rodeados por un bosque exuberante. La parte más alta de la isla estaba densamente arbolada, pero en algunas partes había llanuras de grandes extensiones de pasto cuyo vivo color contrastaba agradablemente con el follaje oscuro de los mirtos que abundaban en la isla.
El valle parecía que antiguamente fue cultivado por los españoles quienes tuvieron una colonia allí. Ahora la isla estaba arrendada por el gobierno de Chile a Joaquín Larraín que con unas 40 personas se dedicaba a la caza de focas y a la pesca del bacalao. Había los restos de un antiguo fuerte llamado San Juan Bautista. En medio de la playa había algunas ruinas de una batería de cuatro cañones y restos de otro fuerte en el lado NO de la bahía.
Vieron cabras salvajes, duraznos, higos, pescado en abundancia y excelente agua dulce. No había otras provisiones. Las langostas de gran tamaño eran muy abundantes. Las cabras salvajes fueron introducidas por Juan Fernández, pero otras fuentes dicen que fueron introducidas por los bucaneros que frecuentaban la isla.
Zarparon de Juan Fernández el 22 de febrero y fondearon en Talcahuano el 3 de marzo donde Parker King aprovechó de entrevistarse con el cacique araucano Pinoleo. De Talcahuano zarparon el 17 del mismo mes y el 31 avistaron el cabo Lucía y el 1 de abril estuvieron a la cuadra de los Evangelistas en la entrada del Estrecho.
Mientras pasaban a la altura de Playa Parda vieron un schooner fondeado en la boca del canal Abra de Sarmiento, era el Industry de New Bedford que llevaba cerca de un mes detenido allí por el mal tiempo. En bahía Borja se encontraron con otro schooner, el Hope de New York que se dirigía a la isla de los Estados. A la cuadra de río Batchelor divisaron una embarcación con dos hombres y dos mujeres, pero continuaron sin detenerse hasta fondear en bahía Fortescue el 5 de abril.
Como el Adelaide no había sido visto, King decidió efectuar una medición cronométrica entre puerto Gallant y puerto del Hambre. Al día siguiente llegaron dos canoas con ocho o diez indígenas los que desembarcaron en caleta Gallant. Sus canoas eran de construcción muy diferente a la que habían visto hacia el este del Estrecho, en lugar de ser impulsadas por palas lo eran por remos. Los indígenas eran iguales a los que ya habían visto en este sector, excepto en que empleaban con mucha frecuencia la palabra “pecheray” palabra que también había llamado la atención de Bougainville por lo que a estos indígenas los llamó pecherays, pero Parker King manifestó que esta expresión era empleada en tan distintas circunstancias que era imposible determinar su significado.
El día 9 de abril un grupo ascendió al monte de la Cruz y depositó un testimonio al lado del que había colocado Fitz Roy anteriormente y que ellos no tocaron. Consistió en una lámina de estaño grabada con el nombre del buque y sus oficiales y una botella dentro de la cual colocaron una pequeña moneda española y copias en vellum de los memoriales que habían sacado anteriormente más varias monedas inglesas y algunas medallas. La botella fue tapada con corcho, cubierta con resina y envuelta en una hoja estañada. El grupo demoró siete horas en subir y regresar a bordo. Durante el día llegaron varias familias fueguinas y en la tarde diez canoas con cerca de sesenta nativos. Nunca habían estado tantos nativos juntos alrededor del Adventure.
El 10 de abril King fue a inspeccionar las islas Charles. Al día siguiente el número de indígenas aumentó a ochenta. Ese mismo día el Adventure zarpó pero con la preocupación de que el Adelaide pudiese encontrarse con ese gran número de indígenas. El 12 fondearon en bahía French y el 13 recalaron en puerto del Hambre.

### Trabajos del Beagle
El comandante Fitz Roy con el Beagle zarpó de San Carlos en la mañana del 19 de noviembre de 1829 y se dirigió directamente al sur recalando en la entrada del estrecho de Magallanes en la noche del 24 del mismo mes. El 25 avistó el cabo Pilar y al mediodía fondeó en puerto Misericordia donde permaneció hasta el 3 de diciembre inspeccionando el cabo Pilar y detenido por el mal tiempo. Zarpó el 3 de diciembre y rodeó el cabo Pilar para comenzar a inspeccionar y levantar la costa oceánica del archipiélago de Tierra del Fuego. Al mediodía estaba en medio de un temporal del NO que lo arrastró hasta la altura del cabo Gloucester; una vez que mejoró el tiempo regresó hacia la costa del NO efectuando sondajes a una distancia de cuatro millas de tierra hasta llegar al sector de las rocas llamadas los Apóstoles y los Jueces de las que quería fijar su posición por lo que el 7 fondeó en bahía Dislocación, llamada así porque el teniente Murray esa misma mañana resbaló en la cubierta del castillo dislocándose un hombro, accidente que lo tuvo fuera de servicio por algún tiempo. Permanecieron en bahía Dislocación hasta el 11 atareados en el levantamiento del puerto y la costa adyacente.
El 11 zarpó de Dislocación navegando a lo largo de la costa pasando por varias rompientes llegando al día siguiente a un fondeadero cercano a la isla Graves donde encontró muchos wigwams lo que le demostró que los fueguinos visitaban esos remotos lugares. Trató de trabajar con las embarcaciones en los alrededores pero el viento y el oleaje se lo impidieron. El 19 zarpó dirigiéndose hacia la isla Recalada fondeando en una bahía protegida situada en la parte norte de la isla más grande. Una gran humareda en la bahía les indicó que los kawesqar estaban allí. Se encontró con una canoa con dieciséis personas a bordo entre hombres, mujeres y niños; no les interesaban las baratijas solo querían cuchillos y otros artículos útiles. Obtuvo buenas observaciones para la latitud por lo que al lugar lo llamó bahía Latitud. Hicieron un plano de la isla y obtuvieron demarcaciones necesarias para el levantamiento. Durante esta comisión los fueguinos le pegaron al patrón de una de las embarcaciones y le quitaron algunas ropas.
El 28 de diciembre viró y zarpó. Rodeó el cabo Inman y se dirigió al cabo Tate y el 29 fondeó en medio de la una gran bahía cerca de un islote en un mal fondo. El 30 encontró una familia fueguina compuesta por un hombre y una mujer con sus hijos El 31 estuvo trabajando en observaciones de la latitud, longitud y la variación magnética del seno del cual zarpó el 1 de enero de 1830.
El 2 navegó a lo largo de las islas Fincham, reconoció bahía Braker la que clasificó como el peor lugar para una nave por la cantidad de rompientes, rocas e islotes que vio. Se dirigió al cabo Gloucester, un promontorio notable, donde vio algunos nativos haciendo una gran fogata. Estuvo buscando un fondeadero entre las isla Ipswich hasta el 3 de enero en fondeó en dársena Laura en bahía Euston, la ensenada más segura y protegida encontrada hasta ese momento.
El 4 de enero el Sr: Murray en una ballenera comenzó la inspección y el trazado de planos de las aberturas que se abrían al norte de bahía Euston regresando el 9. El Sr. Stokes trabajó en la confección de un plano de la bahía y dársena en que estaban fondeados. Además hicieron agua y leña. El 6 Fitz Roy salió con un grupo de doce hombres con la intención de caminar hasta el cabo Gloucester. Llevaron carpas, instrumentos y provisiones, además de armas de fuego por si se encontraban con los kawesqar. Llegaron al pie de la montaña que forma el cabo al mediodía del 7 de enero y subió hasta su cumbre con el Sr. Wilson, el Sr. Megget y dos marineros. En la cumbre había espacio para solo un hombre y el teodolito, tomó las demarcaciones y ángulos deseados y enterró dos memoriales, uno embalado en estaño y el otro en una botella. Recogieron muestras de las rocas del lugar y regresaron llegando a bordo del Beagle en la tarde del día siguiente. Durante el viaje de regreso se encontraron con indígenas en dos canoas. Al grupo de islas en la que se encontraban fondeados le puso islas Grafton. El 11 sondó y examinó la parte exterior del fondeadero y obtuvo una serie de ángulos con los que terminó la triangulación del levantamiento. A las islas las llamó Ipswich. Fitz Roy expresó que para un buque que rodea el cabo de Hornos y sufre un accidente o necesita leña o agua, este lugar podría serle útil porque es muy fácil de encontrar y no presenta dificultades para entrar o salir con los vientos predominantes del oeste.
El 13 viró y zarpó dirigiéndose hacia la isla Isabella donde fondeó el mismo día, efectuó observaciones, encontraron wigwams abandonados por todos lados. El 14 fondeó en caleta Norte en la isla Furia donde permanecieron hasta el 25 de enero trabajando en la exploración y levantamiento de las bahías y costas adyacentes. Se encontraron con nativos con los que intercambiaron regalos. Vieron una canoa kawesqar navegando a vela lo cual fue una sorpresa pues no se tenía conocimiento de que los fueguinos navegaran a vela. Fitz Roy subió al monte Skyring lugar en que con sorpresa observó que al cambiar el compás de un punto a otro las demarcaciones variaban muchos grados. Al examinar las piedras encontró mucha pirita en ellas, además que al romperlas o chocarlas despedían un fuerte olor a azufre. Esta pirita era la que los kawesqar y los yaganes empleaban para obtener fuego. El Sr. Wilson hizo muy buenos bocetos de los alrededores vistos desde la cima del monte Skyring. Sus dibujos eran un valioso complemento del trabajo hidrográfico y su número aumentaba rápidamente. El Sr. Wilson no solo producía buenos dibujos sino que precisas vistas de la costa. Examinaron bahía Furia donde había naufragado el schooner Saxe Cobourg y retiraron madera y tornillos del naufragio que podrían serles útil en el futuro. En las islas del grupo Magill encontraron rocas similares a las del monte Skyring. Fitz Roy manifestó su resolución de que si alguna tuviera que volver a ejecutar una expedición como esta, trataría de llevar una persona calificada para examinar la tierra, mientras que los oficiales se dedicarían a la hidrografía.
El 25 de enero zarpó a bahía Furia donde reembarcó al carpintero que había reunido restos del naufragio del Saxe Cobourg y luego se dirigió a las Furias del Weste; fondeó en el extremo este de isla Noir. El 27 trabajaron con las embarcaciones tomando ángulos y levantando la isla. Encontraron gran cantidad de pingüinos que iban a pelechar y a cuidar las crías. El 28 se dirigieron al paso Pratt y fondearon al amparo del monte Horacio en puerto Townshend un muy buen puerto. Esa misma tarde subió al monte Horacio para formarse una idea general de las tierras y aguas cercanas.
El 29 envió al oficial de navegación teniente Murray a cargo de una ballenera con cinco hombres al cabo Desolación para determinar su posición y obtener observaciones para conectar los levantamientos, llevaban provisiones para una semana. El tiempo empeoró y se transformó en temporal. Tuvieron que soportar violentos williwaws. Estar a sotavento de tierras altas no es el mejor fondeadero en estas regiones, el Beagle resistió gracias a la excelente calidad del fondo y a sus firmes amarras a tierra. El 3 de febrero, cuando el tiempo mejoró, tomó una serie de ángulos desde la cumbre del monte Horacio y preparó la nave para zarpar tan pronto como llegase el teniente Murray de su comisión. El 4 estuvo esperando la llegada del oficial de navegación hasta que a las tres de la mañana del 5 fue despertado e informado que la ballenera se había perdido, había sido robada por los nativos. El patrón y dos hombres habían llegado recién a bordo en una tosca canoa de mimbre con forma de canasta. El teniente Murray y los otros dos hombres se encontraban en la ensenada del cabo Desolación. De inmediato alistó un bote y salió con provisiones para quince días para once hombres a socorrer a Murray y luego ir a buscar la ballenera robada.
Antes del mediodía llegó al cabo Desolación de la isla Basket y encontró a los tres hombres con hambre pero con vida. Verificó que el robo no se había producido por descuido de la partida. Se habían llevado el mástil, las velas y parte de las provisiones, afortunadamente habían desembarcado las ropas de los hombres y los instrumentos. El robo se había producido en la madrugada del primer día. Construyeron una canasta con ramas, parte de la carpa y revestida con tierra arcillosa en la que enviaron a tres hombres hacia el Beagle y el teniente Murray efectuó observaciones para establecer la posición del lugar. Se embarcaron todos en el bote de Fitz Roy, eran once en total.
El primer lugar que inspeccionaron fue una isla distante dos millas donde cerca de un wigwam encontraron el mástil del bote. Estuvo persiguiendo a los ladrones desde el 5 hasta el 15 de febrero. Recorrió y registró minuciosamente bahía Desolada y los senos Courteney y Ladrones. Durante la rebusca encontró varios elementos de la embarcación; hizo contacto con nativos tomando rehenes en varias ocasiones los que escaparon y también tuvo un enfrentamientos con ellos en los que murió un kawesqar y algunos de sus hombres fueron heridos.
El 15 regresó al Beagle, llevando once nativos como rehenes, eran dos hombres, tres mujeres y seis niños. El 16 zarpó con el Beagle y en la tarde fondeó en las cercanías del cabo Castlereagh en el lado este de la bahía Desolación, isla Stewart, en un muy buen fondeadero desde donde continuó el levantamiento y volvió a buscar el bote perdido.
El 17 partió en la ballenera y el teniente Murray en el cúter en una segunda persecución de los ladrones llevando provisiones para una semana y empleando como guías a uno de los jóvenes y a las dos mujeres, dejando al resto de los prisioneros a bordo. Se detuvieron en la misma isla Stewart y esa noche escaparon los tres guías. Recorrieron el paso Adventure. El 19 pasaron las islas Gilbert buscando en cada ensenada, encontraron nativos con los cuales no entraron en contacto. Al día siguiente decidió regresar al Beagle pero al ver una gran humareda en el seno Ladrones lo fue a inspeccionar, enviando el cúter a bordo. La inspección no tuvo éxito por lo que regresó al Beagle donde llegó el 23 en la noche siendo informado que los presos habían escapado menos tres niños.
Después de mucho trabajo, Fitz Roy encontró que había perdido un valioso tiempo y una hermosa embarcación, además que ahora tenía tres jóvenes niños que cuidar y ninguna posibilidad de recuperar el bote. La búsqueda de la ballenera había sido un trabajo muy duro para los tripulantes de las embarcaciones pues los diez primeros días habían tenido lluvia incesante y fuertes temporales. Frecuentemente estuvieron empapados, tuvieron extrema dificultad para encender fuego porque todo estaba saturado de humedad, pasaron horas temblando de frío, sin un refugio contra la lluvia, pero sin embargo tuvo en compensación que el teniente Stokes, durante su ausencia, había elaborado planos de los puertos cercanos y hecho observaciones para el levantamiento. Se convenció de que mientras no pudieran entenderse con los fueguinos poco podrían saber de ellos y del país. Decidió buscar un lugar apropiado para construir una nueva embarcación por lo que el 24 dejó puerto Stewart y se dirigió a caleta Doris en las islas Gilbert donde arribó al mediodía del mismo día y permaneció allí hasta el 27 efectuando trabajos para el levantamiento y preparando los materiales necesarios para la construcción del nuevo bote.
El 28 zarpó hacia el seno Christmas donde esperaba encontrar un buen puerto donde dejar el Beagle e ir con los botes hacia el este y el oeste mientras se construía la nueva embarcación. Avistó el cabo Catedral de York y en la noche entró en el seno Christmas y fondeó en el mismo lugar en que lo hizo el Adventure cuando James Cook estuvo allí en 1774. El 1 de marzo movió el Beagle a un mejor fondeadero más cerca del cabo Catedral de York, al que posteriormente llamó puerto March pues allí estuvieron fondeados todo el mes de marzo mientras construían la nueva ballenera..
En tierra el teniente Kempe construyó una casa para los carpinteros, cerca del buque y del lugar elegido para las observaciones astronómicas de modo que todo quedó junto. El Teniente Murray partió en el cúter, con provisiones para quince días, a examinar la costa entre la parte norte del seno Christmas y las islas Alijalup, además embarcó a dos de los niños que aún tenían a bordo para entregarlos más al oeste a alguna familia. La tercera, una niña, de unos ocho años, que parecía estar muy feliz con ellos la mantuvo como rehén con la idea de enseñarle inglés, la llamó Fuegia Basket en recuerdo de la canasta en que se salvaron los hombres a los que le habían robado la embarcación.
El 3 llegaron algunos fueguinos en una canoa, no les permitió subir a bordo, pero embarcó al hombre más joven con la idea de enseñarle inglés y quizás luego poder recuperar el bote, le puso por nombre York Minster. Fitz Roy observó que en cabo Castlereagh y en los cerros de la isla Gilbert la roca parecía contener mucho metal, trabajó todo un día experimentando con fragmentos de ella y pensó que quizás en el futuro esa tierras podrían prosperar con la minería. El 8 llegaron dos canoas con cerca de catorce personas de las cuales solo dos eran mujeres, el resto hombres. Tuvo un enfrentamiento con ellos, su gente tuvo que emplear las armas de fuego ante el ataque por parte de los nativos con piedras y lanzas. Al día siguiente tuvo un nuevo enfrentamiento con los nativos, capturó una de sus embarcaciones y tomó como rehén a un hombre joven, al que le puso Boat Memory en recuerdo de la acción contra las canoas de los indígenas. Con estos tres rehenes pensó que una vez instruidos podrían dar y recibir información.
El 14 regresó el teniente Murray habiendo levantado la costa hasta bien lejos en dirección oeste como para unirla con el trabajo anterior. Había encontrado muchos fueguinos bien armados y molestosos lo que los mantuvo permanentemente en estado de alerta. En algunos lugares había entre 40 y 50 hombres, además de mujeres y niños. Dejó los dos niños en la parte más occidental a la que llegó entregándoselos a una anciana que parecía conocerlos.
El 15 partió en un bote con el Sr. Wilson y provisiones para una quincena con el objetivo de ir hacia el este y explorar el seno India y bahía Nassau. El 16 alcanzó hasta el cabo Rolle, cercano a la isla Hope. Al día siguiente llegó hasta una ensenada en la isla Hind cerca del cerro Leading. El 20 navegó la bahía Duff en dirección a la isla Henderson en la que se encuentra el monte Beaufoy y desde cuya cumbre visualizó las islas Diego Ramírez. El 22 se dirigió al seno Año Nuevo, al mediodía estuvo cerca de bahía India y como había observado desde las alturas que no había un canal que comunicara el seno Año Nuevo con el seno Christmas decidió emprender el regreso al Beagle pues debería recorrer el mismo camino por el cual había venido. En la tarde fondeó en bahía India, en la que encontró un barril norteamericano vacío, un montón de piedras, mucha leña cortada recientemente, varias chozas, pero ningún indígena. El 23 cruzó nuevamente bahía Duff y en la tarde alcanzó el cerro Leading, Desde el 23 al 29 tuvo que bregar contra el mar y el mal tiempo. Llegó a la entrada de bahía Trefusis donde comienza el canal Talbot el que recorrió y el 30 estuvo a bordo del Beagle donde encontró todo listo ya que el nuevo bote había sido terminado el 23. Su próximo objetivo eran las islas Ildefonso y Diego Ramírez.
El 31 zarpó de puerto March, pasó por el lado SO de los Ildefonso en dirección a las Diego Ramírez pero el mal tiempo lo hizo desistir y se dirigió hacia el lado oeste de las islas Hermite para recorrerlas desde el cabo West hacia el este. El 1 de abril con un tiempo brumoso avistaron tierra suponiendo que era el cabo Spencer de la isla Hermite por lo que se dirigió directamente a él, al acercarse más a tierra se dio cuenta de que la tierra a la que se acercaban no correspondía a las Hermites como lo mostraba la carta de Wedell la que difería del plano del capitán King, siguió navegando en aguas tranquilas y fondeó en la entrada de una bahía. Al día siguiente con buen tiempo descubrió que estaban en bahía Nassau, cerca de bahía Orange y que el promontorio que había visto el día anterior era el Falso cabo de Hornos. Encontró esta diferencia en las cartas de navegación como un caso que investigar y corregir por lo que de inmediato se puso a trabajar en la zona y en la tarde fondeó en una amplia bahía. Después encontró que esta era bahía Orange y en la que habían fondeado anteriormente era bahía Schapenham.
Del 2 al 16 de abril permaneció fondeado en bahía Orange. Excelente lugar en que experimentó días de muy buen tiempo que le permitieron airear las camas, hacer una buena limpieza de todo el buque y dar descanso al personal ya que la lista de enfermos era considerable por resfríos y reumatismos debidos a los fuertes vientos y a la excesiva humedad que habían soportado el mes anterior. Esta fue la única vez desde que habían zarpado de Río de Janeiro que la lista de enfermos había sido digna de mencionar. Tuvieron leña y agua en abundancia. Las aves y peces eran numerosas y alcanzaron para todos. El oficial de navegación se dirigió a explorar la parte superior de bahía Nassau hacia el este y el Sr. Stokes en dirección opuesta. Constató que los fueguinos que llegaron no eran de la misma tribu que los tres prisioneros, ni siquiera hablaban el mismo idioma y parecía que existía mucha enemistad entre ellos. Con dos anclas rotas hicieron una buena y colocaron planchas nuevas en los escobenes donde se habían gastado por el constante trabajo de las cadenas. Los compases eran seriamente afectados.
El 14 regresó el teniente Murray con la información que había pasado hacia el norte mucho más allá de Bahía Nassau. Había navegado un canalizo estrecho de alrededor de un tercio de milla de ancho que lo había llevado a un canal recto, de aproximadamente dos millas de ancho que se extendía de este a oeste hasta donde alcanzaba la vista. Hacia el oeste había una abertura hacia noroeste. En el lado norte había una cadena de montañas cuyas cumbres estaban cubiertas de nieve. A estos canales Fitz Roy les puso Murray y Beagle. El Sr. Murray vio gran número de nativos cerca del canalizo estrecho y más de un centenar de canoas. Estos fueguinos tenían muchas pieles de guanaco, las chozas eran grandes y cómodas en comparación con las de las tribus occidentales. El 15 regresó el Sr. Stokes luego de haber recorrido un largo camino hacia el norte y el oeste, sin encontrar un paso hacia el seno Año Nuevo.
El 16 zarpó de bahía Orange, pero el viento débil y la corriente que los tiraba dentro de la bahía le permitió llegar a la bahía San Francisco sólo el 17 en la tarde cerca de la roca Seal. A la mañana siguiente cambiaron de fondeadero quedando en la caleta Saint Martin. Después fue en bote hasta la isla Hornos para determinar su naturaleza y ver si podía llevar instrumentos hasta su cumbre. El 19 visitó la isla nuevamente llevando provisiones para cinco días, los instrumentos para el levantamiento y un testimonio envuelto dentro de un recipiente de piedra. Acampó esa noche en la isla y el 20 subió hasta la cima, observó la meridiana, tomó dos series de ángulos y el teniente Kempe con la tripulación del bote levantó un montículo de piedras sobre el testimonio. El llevar piedras hasta la cumbre requirió el esfuerzo conjunto de los siete hombres. Brindaron a la salud de su majestad el rey Jorge IV y lanzaron tres fuertes hurra de pie alrededor del Union Jack, pasaron la noche en la isla y el 21 regresaron a bordo con un cargamento de piedras para muestras.
La caleta Saint Martin parecía haber sido ocupada por los Chanticleer, ya que había muchos restos de caminos de madera y casas de maderas visibles por todas partes. Permaneció allí en espera de un día despejado para tener la oportunidad de tomar una demarcación verdadera de Diego Ramírez desde la cima del pico Kater o desde el cabo Spencer, para cruzarlas con las demarcaciones obtenidas en la isla Henderson, las que obtuvo sólo el 26 desde el pico Kater. Se dirigió a las Diego Ramírez aprovechando el buen tiempo. Recaló al archipiélago el 28 en la mañana, navegó a lo largo de su costa este, sondando y tomando ángulos. Rodearon las islas a una distancia promedio de media milla, el fuerte oleaje le impidió desembarcar por lo que luego se dirigió hacia el norte, llegando al cabo Spencer en la noche fondeando frente a la entrada de la bahía San Joaquín. El 30 levó y se dirigió hacia el cabo de Hornos el que pasó al mediodía con un excelente tiempo poniendo rumbo hacia el norte recalando en las islas Barnevelt el primero de mayo con un hermoso día. Desembarcó en las islas, efectuó observaciones para la hora, la latitud y demarcaciones mientras el Beagle continuaba navegando lentamente hacia el norte con un viento muy débil y variable. El 2 con un tiempo tan bueno como el del día anterior desembarcó en las Evout, un islote similar a las anteriores pero bastante más alto. El Sr. Wilson continuó con sus croquis de la costa. En la tarde se acercó a la isla Nueva y fondeó en un puerto bien protegido en el lado este de una isla grande, al oeste de la isla Nueva, a la que le puso isla Lennox. El teniente Kempe cuidaría el buque y dirigiría su alistamiento para continuar hacia el norte además de hacer agua y leña mientras Fitz Roy, Murray y Stokes efectuarían trabajos para el levantamiento.
El 3 de mayo el teniente Murray salió en una ballenera con seis hombres y provisiones para tres semanas a explorar y levantar la costa hacia el cabo Buen Suceso. En el cabo Graham de isla Nueva no pudo desembarcar pero hizo contacto con un grupo grande de indígenas con los intercambió excelentes pescados por dos botones de metal y una cadena de cuentas. Recorrió la costa sur este de Tierra del Fuego en la que le fue muy difícil desembarcar por el fuerte y permanente oleaje. Vio muchas manadas de guanacos pastando. Donde pudo tomó ángulos y demarcaciones. En el cabo Kinnaird observó gran cantidad de focas. En puerto Español, bahía Aguirre en las cartas argentinas y chilenas, encontró huellas recientes de indios. En el cabo Bell atravesó una corriente de marea muy peligrosa. Cerca del cabo Buen Suceso encontró a los haush, eran ocho hombres que vivían en una gran choza, sin ningún tipo de canoa. Tenían arco y flechas y estaban cubiertos con pieles de guanaco. Tenían excelentes perros. El 17 estuvo de regreso en el Beagle habiendo cumplido con los objetivos para el levantamiento.
El 4 de mayo el Sr. Stokes fue enviado en otra embarcación a continuar el levantamiento de la costa desde el lado oriental de la parte norte de bahía Nassau, se dirigió hacia el norte para llegar hasta el continente. Encontró muchos grupos de indios, pero no tuvo problemas con ellos. Regresó al Beagle el 17 de mayo luego de haber recorrido todas las orillas orientales que se comunican con el mar.
El 4 de mayo Fitz Roy comenzó una excursión hacia los canales interiores descubiertos por Murray. Desembarcó en la costa sur de la isla Navarino en la que vio guanacos. Cerca de la angostura Murray se encontró con muchas canoas con indígenas de los que se mantuvo distante los dos primeros días, pero después intercambió con ellos pescado por baratijas. A los indígenas los encontró de menor tamaño y menos maliciosos que los de la raza occidental, su lenguaje era parecido a los de bahía Orange, el pescado y los hongos de los abedules parecía ser su principal alimento. El 8 navegó hacia el brazo occidental del canal largo, avanzando hacia el oeste, observó que había un canalizo que se dirigía hacia el oeste y otro hacia el sur del primero que parecía abrirse hacia el mar. En la noche se detuvo en una isla a la que le puso isla del Diablo, porque un tripulante al ver dos grandes ojos que lo miraban fijamente los confundió con el diablo, eran los ojos de un magnífico búho. Cerca encontró una gran choza abandonada, la llamaron “casa de reunión” pues los tripulantes estimaron que ahí se reunían, en terreno neutral, los kawesqar y yaganes a zanjar sus diferencias. Estuvo en medio de montañas muy empinadas con densos bosques y preciosos glaciares de los que caían inmensas masas de hielo. El 10 estimando que estaban a la altura del seno Christmas inició el regresó al Beagle. El 11 cerca de la angostura Murray compró pescado de los nativos con cuentas y botones, continuó hacia la angostura donde lo abordaron tres canoas llenas de nativos ansiosos de intercambiar productos. Sin intención le dijo a un muchacho de un de las canoas que pasara a su bote y le dio al hombre de la embarcación un botón nacarado grande y brillante. El niño pasó al bote y se sentó y ambas embarcaciones se separaron alejándose la del niño hacia la costa. La dotación del bote le puso al muchacho Jemmy Button debido a su precio, parecía estar contento e imaginaba que iba a matar guanacos. El encuentro de Jemmy Button con los tres fueguinos que estaban a bordo fue divertido, se rieron de él, lo llamaron yapoo y les pidieron que le pusieran ropas de inmediato.
Fitz Roy llegó al buque el 13 en la noche. Durante su ausencia habían venido hasta la nave diez canoas, en distintas oportunidades, con nativos muy tranquilos a los que el teniente Kempe les había comprado gran cantidad de pescado. Un hombre de la dotación del Sr. Stokes había sufrido la fractura de una pierna al transportar un guanaco, había sido entablillado y traído a bordo, se encontraba en recuperación y la piel del guanaco en cuestión fue guardada y posteriormente entregada al Museo Británico.
El 23 de mayo dejó puerto Lennox y estuvo hasta el 7 de junio trabajando en el sector de la Tierra del Fuego que constituye el lado oeste del estrecho de Le Maire, entre el cabo Buen Suceso y el cabo San Vicente. Reconoció bahía Buen Suceso y bahía San Vicente, en las cuales además de efectuar los trabajos propios del levantamiento, hizo aguada y leña. Efectuó sondajes y estudió las corrientes que afectan el estrecho de Le Maire.
El 8 de junio de 1830 se dirigió hacia el norte en busca del canal San Sebastián que figura en la carta del Almirantazgo no encontrándolo. Comprobó la correcta ubicación en la carta de los cabos Santa Inés y Peñas y el 10 decidió acelerar hacia puerto Deseado y de allí continuar a Montevideo y Río de Janeiro ya que tenía provisiones para tres semanas y se le había ordenado estar en Río el 20 de este mes. El 15 fondeó en puerto Deseado donde permaneció hasta el 20 en trabajos del levantamiento y estudio de las corrientes y mareas. Vio muchos guanacos, pero no cazó ninguno. El 21 zarpó en busca de las rocas Ariel las que no encontró. El 26 de junio recaló en La Plata, el 27 en la tarde fondeó en Maldonado y el 28 en Montevideo. El 9 de julio zarpó rumbo a Santa Catalina con el objeto de efectuar lecturas cronométricas donde fondeó el 18 y del que zarpó el 23 recalando en Río de Janeiro el 2 de agosto donde estaban el Adventure y el Adelaide.

### Trabajos del Adelaide
El Adelaide zarpó de San Carlos de Ancud el 8 de diciembre de 1829, recaló en el cabo Tres Montes el 14 y en la tarde del mismo día fondeó en puerto Otway. Encontraron algunos artículos dejados por el Beagle en su visita anterior. Exploraron los canales que se abren en el sector este del seno Hoppner con la esperanza de encontrar una comunicación con la bahía San Quintín, pero resultaron ser los canales que dividen el grupo de las islas Marinas, excepto el de más al norte que es la entrada al seno Newmann, una ensenada profunda, sin fondeaderos pero en la que abundaban los lobos de dos pelos. Las islas Marinas son llamadas así en recuerdo de los cuatro infantes de marina que fueron desembarcados de los botes de la Wager en 1741 y dejados allí.
Zarparon el 18 y esa misma tarde recalaron en el seno San Quintín, fondeando en la boca del río San Tadeo, por donde Byron y sus compañeros habían efectuado su escape hacia Chiloé. El teniente Skyring acompañado por el Sr. Kirke, en una ballenera, examinaron el río cuya entrada estaba cerrada por una barra de arena y piedras. A tres millas de la entrada el río se divide en dos ramas, una se dirige hacia el NO y la otra hacia el este. Por la descripción de Byron estimaron que la del este era la correcta y continuaron por ella. A las nueve millas de la boca se encontraron con una corriente de agua que se vaciaba dentro del río desde el norte, era de agua dulce y oscura, la llamaron río Negro. Lo siguieron por un día hasta que la corriente les impidió continuar avanzando además que estaba obstruido por muchos árboles caídos dentro del lecho. Como ninguna piragua podría pasar por allí, Skyring estimó que había tomado la rama equivocada por lo que regresó al río principal el que siguieron por dos días hasta que nuevamente fueron detenidos por la corriente y los árboles dentro del lecho. Por falta de tiempo decidieron regresar a bordo y continuaron con el Adelaide hacia la isla Javier.
Desembarcaron en el lado norte de la isla Javier para completar el levantamiento efectuado anteriormente por el Beagle y en la tarde fondearon en bahía Javier donde permanecieron cuatro días durante los cuales exploraron el seno Jesuitas encontrando que terminaba en dos angostas entradas a las que llamaron estero Benito y estero Julián en recuerdo de los misioneros que la habían explorado en 1778.
El 31 de diciembre fondearon en las islas Hazard, en la Boca de Canales y temprano en la mañana del 1 de enero de 1830 el Sr. Kirke en una ballenera fue a levantar las aberturas de la boca en la cual habían fondeado. Regresó el 9 habiendo levantado hasta el fin de ellas; las dos más grandes penetraban hasta 30 millas dentro de la cordillera del continente. Todas son angostas y profundas y corren entre laderas de cerros muy empinados. En sus lados no hay abrigo aun para una embarcación pequeña. Aparecen desiertas, no vieron focas ni aves de algún tipo, ni siquiera había choros en las rocas.
Desde el regreso del Sr. Kirke tuvieron nueve días de muy mal tiempo que los mantuvo detenidos sin poder hacer nada fuera de la embarcación. Zarparon de la Boca de Canales el 19 de enero rumbo a las islas Guayaneco, pasaron las islas Ayautau y al rodear la bahía Tarn distinguieron el canal Messier. Alcanzaron las islas Guayaneco en la tarde fondeando en un ancho y protegido puerto, la bahía Speedwell. Mientras los botes trabajaban en el levantamiento del área, Skyring trató de establecer el lugar exacto del naufragio del Wager pero no encontró ningún resto del buque, lo que sí pudo afirmar, con muy pequeñas dudas, que el lugar del accidente fue en el extremo NO de la isla más al este de las Guayaneco, cerca del paso Rundle.
El 25 zarparon hacia el SE navegando el paso Rundle fondeando en la tarde en bahía Muscle, un lugar muy abierto y poco seguro, pero el único que pudieron tomar después de muchas horas de búsqueda. Permanecieron allí hasta el 1 de febrero levantando la entrada del canal Fallos y todas las islas adyacentes. Ese día zarparon y entraron al canal Messier fondeando en bahía Fatal donde permanecieron hasta el 8 en que se dirigieron a un nuevo fondeadero unas diez millas más al sur. Le pusieron bahía Fatal porque el 3 de febrero debieron lamentar la repentina muerte del Sr. Alexander Millar debido a una inflamación intestinal y fue sepultado cerca de la costa y del fondeadero, al borde del bosque. Durante muchos días de este crucero, el teniente Skyring estuvo tan enfermo que no era capaz de dejar el Adelaide y estuvo un mes en cama. Su enfermedad fue causada por la fatiga y por estar sentado mucho tiempo dibujando las cartas del levantamiento. El avance del Adelaide durante este último mes fue decepcionante por las muchas detenciones que tuvo. El tiempo al comienzo de enero fue tormentoso, estuvieron detenidos en la Boca de Canales por dieciocho días durante los cuales solo dos pudieron trabajar las embarcaciones. Mientras trabajaron en las islas Guayaneco tuvieron tiempo moderado pero continuó siendo muy húmedo, aunque la principal causa del atraso fue la enfermedad del teniente Skyring. El Sr. Kirke debió tomar sobre sus hombros las tareas de la nave y las del levantamiento, con mayor razón después de la pérdida del Sr. Millar, su desempeñó fue siempre incansable y realizado con entusiasmo.
El 8 de febrero atracaron en puerto Island, un excelente fondeadero pero pequeño. El Sr. Kirke levantó durante dos días la costa, pero el resto del tiempo tuvieron mucha lluvia. El 12 zarparon y en la noche llegaron a bahía Waterfall, unas quince millas más al sur. Allí comenzaron a sentir los efectos de las corrientes de marea. La tierra del oeste del canal parecía ser una cantidad de grandes islas con anchos pasos entre ellas y era probable que hubiese comunicación con el canal Fallos. En ambos lados la tierra era montañosa, pero no alta, y esto diferenciaba al canal Messier de muchos otros cuyas costas por millas están formadas por cadenas de montañas escarpadas. Aquí hay muchos lugares con tierras bajas, densamente arbolados, aunque no hay la gran variedad de árboles que se encuentra en el estrecho de Magallanes. Las hayas, el abedul, el pino o ciprés, el winter barks y la secoya forman el bosque, pero no se vio ninguno que sirviera como palo de una nave.
El 16 dejaron bahía Waterfall, pasaron la isla Middle, entraron a bahía Lion y atracaron en caleta White Kelp. El levantamiento fue rápido pero estuvieron detenidos allí por cuatro días, no por mal tiempo sino que por un extraordinario buen tiempo. En todos los fondeaderos encontraron wigwams, pero hasta el momento no habían visto nativos. Aquí pescaron una gran cantidad de peces, entre ellos uno como el abadejo encontrado en la costa este de la Patagonia, a la cuadra de cabo Buen Tiempo, pero de menor tamaño. Vieron pocas aves acuáticas, cazaron patos a vapor y cormoranes, pero en el bosque vieron martines pescadores, pájaros carpinteros, loros y colibríes.
El 21 dejaron la caleta y aproximadamente unas diez millas más al sur el aspecto del canal cambió totalmente. En lugar de navegar a través de tierras desconectadas de altura moderada, fueron llevados dentro de dos cadenas montañosas. Al mediodía se vieron obligados a fondear en bahía Halt pues no veían por donde continuar. Ese día y el siguiente el Sr. Kirke estuvo fuera buscando un paso y habiéndolo encontrado y levantado, el 23 de febrero lo navegaron y le dieron el nombre de Angostura Inglesa. Es larga e intrincada, principalmente formada por islas y en tres partes sus costas se encuentran separadas por menos de cuatrocientas yardas. Con buen viento y sin corriente su navegación no es peligrosa. En la tarde fondearon en caleta Level, un amplio fondeadero en el lado sur de la angostura. El bosque hacia el lado este del fondeadero había soportado recientemente un incendio de consideración pues todos los árboles, por unas diez a doce millas, a lo largo de la costa habían sido consumidos por el fuego. Dejaron caleta Level el 25 en la mañana y pasaron una canoa llena de nativos, pero ellos se dirigieron a la costa y se ocultaron en el bosque por lo que no establecieron comunicación. En ambos lados del canal observaron varios wigwams que habían sido ocupados recientemente.
Cuatro o cinco leguas hacia el ESE de la Angostura Inglesa se abría una ensenada que aparentemente podría ser un canal y parecía terminar el tramo del canal en el que navegaban, por lo que fondearon en caleta Rocky y enviaron las embarcaciones a examinar ambas vías para determinar que rumbo tomar. El del ESE corría recto por unas diez millas y se unía a un canal despejado que tendía hacia el SSO, el cual después resultó ser el canal Wide de Sarmiento. En esa unión se abría un amplio brazo hacia el NNE aparentemente una continuación del canal Wide. El canal en que navegaban continuaba por unas cinco millas al sur del fondeadero y sus costas se acercaban mucho formando un complicado paso que llamaron angostura Rowlett, la cual también se unía al canal Wide. La isla que quedaba entre los dos canales la llamaron isla Saumarez en honor del bravo almirante.
El 27 se movieron a un fondeadero en el canal Wide, caleta Fury. El 28 el Sr. Kirke examinó el seno George Eyre donde vio tres ballenas por lo que supusieron que estaban cerca del golfo Trinidad. También vieron gran cantidad de focas y sus lugares de reproducción. Varios icebergs estaban flotando en el canal. De allí zarparon el 3 de marzo con la esperanza de ubicar algunos lugares conocidos del golfo Trinidad, pero les falló el viento por lo que tuvieron que fondear en caleta Sandy. A medida que avanzaban hacia el sur el aspecto del terreno cambiaba gradualmente, las montañas parecían más áridas, los árboles y arbustos se veían mal desarrollados, la tierra se elevaba repentinamente y las costas del canal eran más rocosas.
Entre el 4 y el 31 de marzo de 1830 estuvieron trabajando en el sector sur del canal Wide, en la parte norte del canal Concepción, en el canal Andrés, en el canal Inocentes y en el sector norte del canal Sarmiento. Fondeando en caleta Small Craft, bahía Open, bahía Portland, bahía Expectación, bahía Walker, y en puerto Bueno. Mientras el Adelaide permanecía fondeado con el teniente Skyring a bordo, el Sr. Kirke salía en una embarcación a explorar y levantar los senos que se abrían hacia el este esperando descubrir un paso que lo llevara a través de la gran cordillera, pero estos siempre terminaban en un glaciar que les cerraba el paso. A fines de marzo se encontraron con una canoa que llevaba ocho nativos y con la cual se comunicaron brevemente. Este fue el segundo encuentro con nativos en lo que iba de este crucero.
Del 1 al 24 de abril trabajaron en el sector del seno Última Esperanza. Examinaron y levantaron todos los esteros que allí se forman con la esperanza de encontrar un paso que los llevara al seno Skyring, pero lamentablemente fueron defraudados. Estudiaron las corrientes que se establecen en la angostura Kirke. El 5 de abril el teniente Skyring estuvo en condiciones de reintegrarse a los trabajos del levantamiento. Comenzaron inspeccionando el estero de las Montañas, navegaron el difícil canal White y también el canal Kirke. Dejaron fondeada la goleta en bahía Easter. En las embarcaciones recorrieron el estero Wosley, bahía Desengaño y el seno Obstrucción.
El 24 de abril recalaron al canal Smyth por el paso Victoria. El 28 navegaron bahía Beaufort y fondearon en puerto Tamar donde estuvieron hasta el 30 por el mal tiempo, día en que zarparon fondeando cerca de bahía Upright. El 2 de mayo zarparon pasando a la cuadra de Playa Parda y el cabo Quod y continuaron navegando durante la noche para recalar en puerto del Hambre el 4 de mayo de 1830 donde con gran alegría vieron que estaba fondeado el Adventure.

## Logros
El mayor logro de esta expedición fue el descubrimiento del canal Beagle. Hecho que marcó un enorme progreso en la cartografía y geografía de la región.
Efectuaron un acucioso y preciso levantamiento hidrográfico desde Uruguay al sur y de la costa atlántica Argentina, especialmente la parte patagónica. Levantaron gran parte del estrecho de Magallanes incluyendo el seno Almirantazgo, los canales Magdalena y Bárbara y los senos Otway y Skyring. Exploraron y levantaron el golfo de Penas. Reconocieron y levantaron las costas y canales del seno Última Esperanza. Establecieron una ruta entre el golfo de Penas y el estrecho de Magallanes por los canales patagónicos. Recorrieron y levantaron el sector oceánico del archipiélago de Tierra del Fuego. Levantaron los canales fueguinos entre el cabo Pilar y el cabo de Hornos.
Las cartas y planos levantados por esta expedición son bien conocidos, pues, son los de uso general en las naves de los principales países marítimos, y sus informaciones se han perfeccionado, más y más con los trabajos subsiguientes chilenos, ingleses, franceses, etc.
Tomaron contacto y registraron importantes rasgos de los nativos tehuelches, kawesqar, yaganes, onas y araucanos. Recogieron y conservaron una gran cantidad de muestras geológicas, de la flora, de las aves y peces que fueron de gran utilidad para la ciencia. Efectuaron y registraron una multitud de observaciones meteorológicas y del clima de las regiones por las que navegaron las que sirvieron para desarrollar la ciencia meteorológica en cuanto a la previsión del tiempo.